# Gestionarea deșeurilor

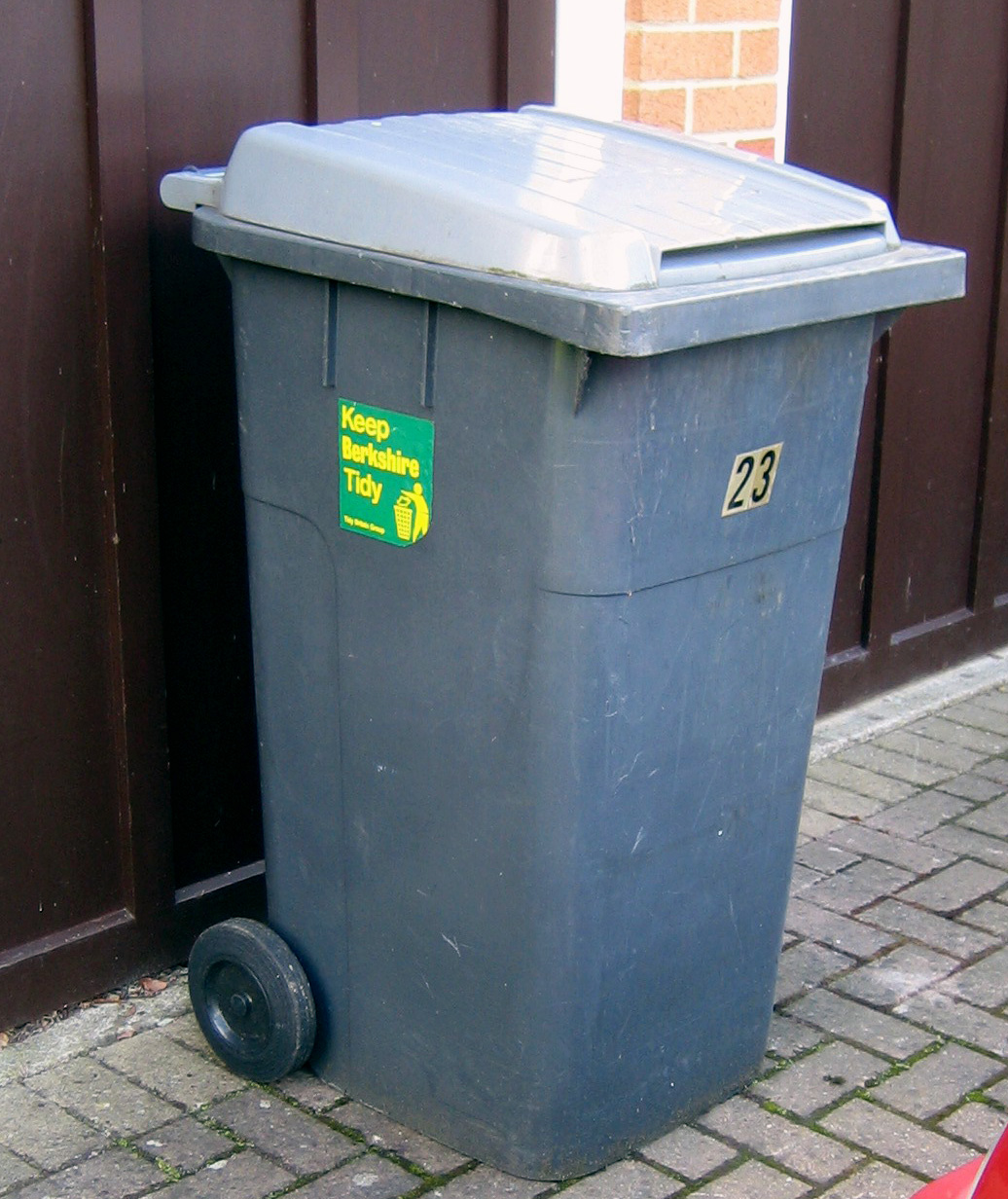
Europubelă de 120 l.

Gestionarea deșeurilor, cunoscută și ca managementul deșeurilor, se referă la educația privind colectarea, transportul, tratarea, reciclarea și depozitarea deșeurilor. De obicei, termenul se referă la materialele rezultate din activități umane și la reducerea efectului lor asupra sănătății oamenilor, a mediului, sau aspectului unui habitat. Gestionarea deșeurilor are ca scop și economisirea unor resurse naturale prin reutilizarea părților recuperabile. Deșeurile gestionate pot fi atât solide, cât și lichide sau gazoase, precum și cu diverse proprietăți (de exemplu radioactive), necesitând metode de tratare specifice fiecărora.
În România activitatea de gestionare a deșeurilor este fundamentată pe Legea 211/2011, care implementează o serie de directive ale Consiliului Europei. Coordonarea acestei activități cade în sarcina Ministerului Mediului și a Agenției Naționale pentru Protecția Mediului (ANPM).
Din punct de vedere economic, activitatea de gestionare a deșeurilor în România are o pondere de 10 miliarde EUR.

## Istoric
Încă din 1970 s-a conștientizat opinia că deșeurile constituie o problemă și că metodele de tratare prin depozitare sau incinerare nu sunt satisfăcătoare. De asemenea, s-a pus problema reciclării materialelor care intră în componența acestora. La Conferința Națiunilor Unite pentru Mediu și Dezvoltare (UNCED) de la Rio de Janeiro din 1992 s-au adoptat politici care au fost introduse pe plan mondial. În Uniunea Europeană preocupările erau mult mai vechi, primele directive ale Comisiei Europene în problema deșeurilor datând din anul 1975.
Oamenii sunt obisnuiți să recicleze din cele mai vechi timpuri. Studii arheologice au arătat că, în perioadele când resursele de materii prime se diminuau, gropile de gunoi ale orașelor antice conțineau mai puține deșeuri cu potențial pentru reciclare (unelte, ceramica etc).
În erele preindustriale, deșeurile din prelucrarea bronzului și a altor metale prețioase erau colectate în Europa, și topite pentru refolosire continuă, iar în unele zone praful și cenușa de la focurile de cărbuni sau lemne erau refolosite pentru obținerea materialului de bază în fabricarea cărămizilor. Principalul motiv pentru practicarea reciclării materialelor era avantajul economic, nevoia de materii prime naturale devenind astfel mai mică.
Un întreprinzător englez, Benjamin Law, a fost primul care a transformat reciclarea hainelor care nu mai puteau fi purtate în materii prime pentru noi materiale textile. Astfel, el a inventat 2 noi materiale: shoddy și mungo, bazate pe lână recuperată din haine vechi, combinată cu lână nouă. În 1860, în orașul Batley, Anglia, se produceau peste 7000 de tone din acest material.
Perioadele cele mai “propice” reciclării în masă erau cele de război. Germania Nazistă este una dintre țările în care raționalizarea și reciclarea au fost adoptate atât în timpul cât și în perioada pre-război. În special se recicla fierul dar și alte metale rare, fibrele textile sau oasele din care se făcea apoi săpun.
Lipsa resurselor cauzată de cele două războaie mondiale și alte evenimente au încurajat puternic reciclarea. Campanii guvernamentale puternice au fost promovate în timpul celui de-al Doilea Război Mondial în fiecare țară implicată, împingând cetățenii să doneze metale și să conserve fibrele, ca o chestiune importantă de patriotism. Programele de conservare a resurselor stabilite în timpul războiului au fost continuate și ulterior în unele țări ce nu stăteau foarte bine la capitolul resurse naturale, cu ar fi Japonia.
Japonia este una dintre țările în care reciclarea este reglementată prin lege și general acceptată de către locuitori, mai mult decât în celelalte țări. În 2007, în Japonia s-au colectat pentru reciclare 802.036 tone de plastic, cu 429,5% mai mult decât în 2000, adică fiecare locuitor al țării reciclează aproximativ 6.4 kg de plastic pe an.
Următoarea mare investiție în reciclare a avut loc în anii ’70, datorită creșterii costului energiei (reciclarea aluminiului folosește doar 5% din energia necesară producției virgine; sticla, hârtia și metalele au și ele un consum redus de energie la reciclare). Adoptarea în 1977 în SUA a Clean Water Act a creat o cerere puternică de hârtie albă (hârtia de birou care a fost deja albită a crescut ca valoare atunci).
O treime din totalul deșeurilor din Statele Unite este reciclat. Astfel, 82 de tone de materiale sunt reciclate dintr-un total de 251 tone de gunoi care se produc anual. Se estimează o creștere de 100% a cantității de materiale reciclate în SUA în ultimii 10 ani.
În SUA există cea mai mare producție de gunoi (deșeuri) pe cap de locuitor din lume. Astfel, în fiecare zi, în medie, un american produce puțin peste 2 kilograme de gunoi.
În anii 70, orașul Woodbury din statul american New Jersey a fost primul din țară care a introdus reciclarea obligatorie. Curând, și alte orașe i-au urmat exemplul, principalul motiv al noii pasiuni a americanilor pentru reciclare fiind costul ridicat al energiei. Astfel, se economisea 95% din energie dacă se folosea aluminiu reciclat pentru producerea aluminiului.
Campania de conștientizare că cea mai eficientă formă de tratare a deșeurilor este reciclarea lor a avut loc în Europa sub sigla trei R (Reducere, Refolosire, Reciclare, în engleză Reduce, Reuse, Recycle, în franceză Réduire, Réutiliser, Recycler). Deși în România s-au demarat inițiative de reciclare ale deșeurilor sub acest generic încă înainte de 1989, în contextul lipsurilor din acea perioadă acțiunea, fiind impusă de sus în jos, a întâmpinat rezistență. În prezent reciclarea este reluată, dar reușita politicii de reciclare ține și de posibilitatea sortării deșeurilor, care trebuie începută chiar din prima fază, prin colectarea separată a materialelor refolosibile.

## Legislație
Legislația privind gestionarea deșeurilor este bogată. În februarie 2008 la nivel european acquis-ul comunitar cuprindea 29 de directive ale Comisiei Europene. Pentru aderarea la Uniunea Europeană România a trebuit să implementeze în legislația sa aceste directive. Principalele directive sunt:
- Directiva 2006/12/CE a Parlamentului European și a Consiliului din 5 aprilie 2006 privind deșeurile[nefuncțională]
- Directiva Consiliului 91/689/CEE privind deșeurile periculoase (modificată prin Directiva Consiliului 94/31/CE)[nefuncțională]
- Directiva 94/62/CE privind ambalajele și deșeurile de ambalaje (modificată de Directiva Parlamentului European și a Consiliului 2004/12/CE)[nefuncțională]
- Directiva 1999/31/CE privind depozitarea deșeurilor Arhivat în 5 iulie 2010, la Wayback Machine.
- Directiva 2000/76/CE privind incinerarea deșeurilor[nefuncțională]
- Directiva Consiliului 2002/96/CE privind deșeurile de echipamente electrice și electronice[nefuncțională]
- Directiva Consiliului 2002/95/EC privind restricționarea utilizării anumitor substanțe periculoase în echipamentele electrice și electronice[nefuncțională]
- Directiva Parlamentului European și Consiliului 2000/53/CE privind vehiculele scoase din uz[nefuncțională]
- Directiva 75/439/CEE privind eliminarea uleiurilor uzate (modificată de Directiva Consiliului 87/101/CEE)[nefuncțională]
- Directiva 2006/66/CE privind bateriile și acumulatorii și deșeurile de baterii și acumulatori[nefuncțională]
- Directiva Comisiei 93/86/CE privind etichetarea bateriilor[nefuncțională]
- Directiva Consiliului 96/59/CE privind eliminarea bifenililor și trifenililor policlorurați (PCB și PCT)[nefuncțională]
- Directiva Consiliului 86/278/CEE privind protecția mediului și în particular a solurilor când se utilizează nămoluri provenite din epurare în agricultură[nefuncțională]

În februarie 2008, dintre cele 29 directive, 21 erau complet transpuse în legislația românească, 3 erau transpuse parțial, iar 5 încă nu erau transpuse. În total un număr de 116 acte legislative transpuneau aceste directive: legi, hotărâri de guvern, ordonanțe de urgență ale guvernului și ordine emise de Ministerul Mediului și Dezvoltării Durabile (MMDD, fost Ministerul Mediului și Gospodăririi Apelor – MMGA, fost Ministerul Apelor și Protecției Mediului – MAPM), Ministerul Economiei și Finanțelor (MEF, fost Ministerul Economiei și Comerțului – MEC) și Ministerul Transporturilor (MT, fost Ministerul Transporturilor și Telecomunicațiilor – MTCT). Actual această transpunere este completă.
În Republica Moldova, Programul național de valorificare a deșeurilor de producție și menajere a fost elaborat în conformitate cu stipulările art. 28 al Legii cu privire la deșeurile de producție și menajere nr. 1347–XIII din 9 octombrie 1997, fiind aprobată ulterior prin Hotărârea Guvernului RM Nr. 606 din 28 iunie 2000.

## Tipuri de deșeuri
După proveniență, pot fi deosebite următoarele tipuri de deșeuri:
A. Deșeuri municipale și asimilabile, care sunt deșeuri generate în mediul urban și rural. Ele sunt grupate în:
- A1 - Deșeuri menajere, provenite din activitatea casnică, magazine, hoteluri, restaurante, instituții publice.[8]
- A2 - Deșeuri stradale, specifice fluxurilor stradale (hârtii, mase plastice, frunze, praf).[9]
- A3 - Deșeuri din construcții și demolări, provenite din activitatea de construcții și modernizarea și întreținerea străzilor.[9]
- A4 - Nămol orășenesc, rezultat din stațiile de tratare a apelor uzate și menajere.[9]

B. Deșeuri sanitare, provenite din spitale, dispensare și cabinete medicale.
C. Deșeuri de producție, rezultate din procesele tehnologice industriale sau agricole.
- C1 Deșeuri industriale stocabile, pe care normele europene le clasifică în:[9]
  - Clasa 1 Deșeuri industriale periculoase, dar netoxice, de exemplu azbest.
  - Clasa 2 Deșeuri industriale nepericuloase și netoxice.
  - Clasa 3 Deșeuri inerte, de exemplu cele provenite din construcții.
  - Clasa 4 Deșeuri toxice, de exemplu cele medicale, radioactive.
  - Clasa 5 Deșeuri industriale produse în cantități foarte mari, de exemplu cenușile produse de termocentralele care funcționează pe cărbune.
- C2 Deșeuri agro-zootehnice, provenite din agricultură și, în special, din zootehnie.[10]
- C3 Deșeuri speciale, categorie în care intră explozibilii și substanțele radioactive.[10]

| Simbol | Tip deșeu |
| ------ | --- |
| Q1     | Reziduuri de producție sau de consum, nespecificate altfel în continuare |
| Q2     | Produse care nu corespund specificațiilor |
| Q3     | Produse al căror termen de garanție a expirat |
| Q4     | Materiale deversate în mod accidental, pierdute sau care au suferit alte incidente, inclusiv orice materiale, echipamente etc. contaminate ca rezultat al incidentului în cauză |
| Q5     | Materiale contaminate sau pătate în urma unor acțiuni planificate (de exemplu, reziduuri de la activități de curățire, ambalaje, containere etc.)                               |
| Q6     | Piese inutilizabile (de exemplu, baterii rebutate, catalizatori epuizați etc.)                                                                                                  |
| Q7     | Substanțe a căror performanță nu mai este satisfăcătoare (de exemplu, acizi contaminați, solvenți contaminați, săruri de amestec epuizate etc.)                                 |
| Q8     | Reziduuri din procese industriale (de exemplu, zgură, reziduuri de la distilare etc.)                                                                                           |
| Q9     | Reziduuri din procese de captare a poluanților (de exemplu, nămol de la epuratoare de gaze, praf de la filtre de aer, filtre uzate etc.)                                        |
| Q10    | Reziduuri din prelucrare mecanică / finisare (de exemplu, șpan provenit de la operațiile de strunjire, zguri măcinate etc.)                                                     |
| Q11    | Reziduuri din extracția și prelucrarea materiilor prime (de exemplu, reziduuri miniere, reziduuri din exploatarea zăcămintelor de petrol etc.)                                  |
| Q12    | Materiale contaminate (de exemplu, uleiuri contaminate cu PCB etc.) |
| Q13    | Orice materiale, substanțe sau produse a căror utilizare a fost interzisă prin lege                                                                                             |
| Q14    | Produse care nu mai au utilizare pentru deținător (de exemplu, articole rebutate de agricultură, menajuri, birouri, magazine, ateliere etc.)                                    |
| Q15    | Materiale contaminate, substanțe sau produse rezultate din acțiuni de remediere a solului                                                                                       |
| Q16    | Orice materiale, substanțe sau produse care nu sunt incluse în categoriile menționate anterior.                                                                                 |

## Colectarea și transportul deșeurilor

„Omul ordonat”, simbol al civilizației.

Precolectarea deșeurilor se referă la adunarea lor în diferite recipiente: coșuri de gunoi, pubele (pentru deșeurile menajere) și containere (pentru deșeurile stradale și cele produse de agenții economici). Pentru a permite reciclarea, colectarea deșeurilor care conțin materiale refolosibile se face separat în recipiente de culori diferite. Culorile recipientelor disponibile sunt: galbenă, roșie, verde, albastră, maro și negru antracit. Culorile recomandate pentru recipientele destinate diferitelor tipuri de deșeuri sunt: roșu (portocaliu) - materiale plastice, galben - metale, verde - biodegradabile, albastru - hârtie, carton și sticlă, maro - electrice și electronice, negru - nereciclabile, însă acestea nu sunt respectate întotdeauna. Pe recipente există etichete care precizează exact ce fel de deșeuri se pot pune în recipientul respectiv.
Conform legislației române și europene, gestionarea deșeurilor trebuie să respecte norme stricte privind colectarea separată și reciclarea acestora. Legea OUG 92/2021 reglementează managementul deșeurilor și impune obligații specifice pentru producătorii și deținătorii de deșeuri, inclusiv clasarea și codificarea acestora, raportarea către autoritățile competente și implementarea unui plan de prevenire a generării de deșeuri.

Exemple de recipiente pentru precolectare selectivă
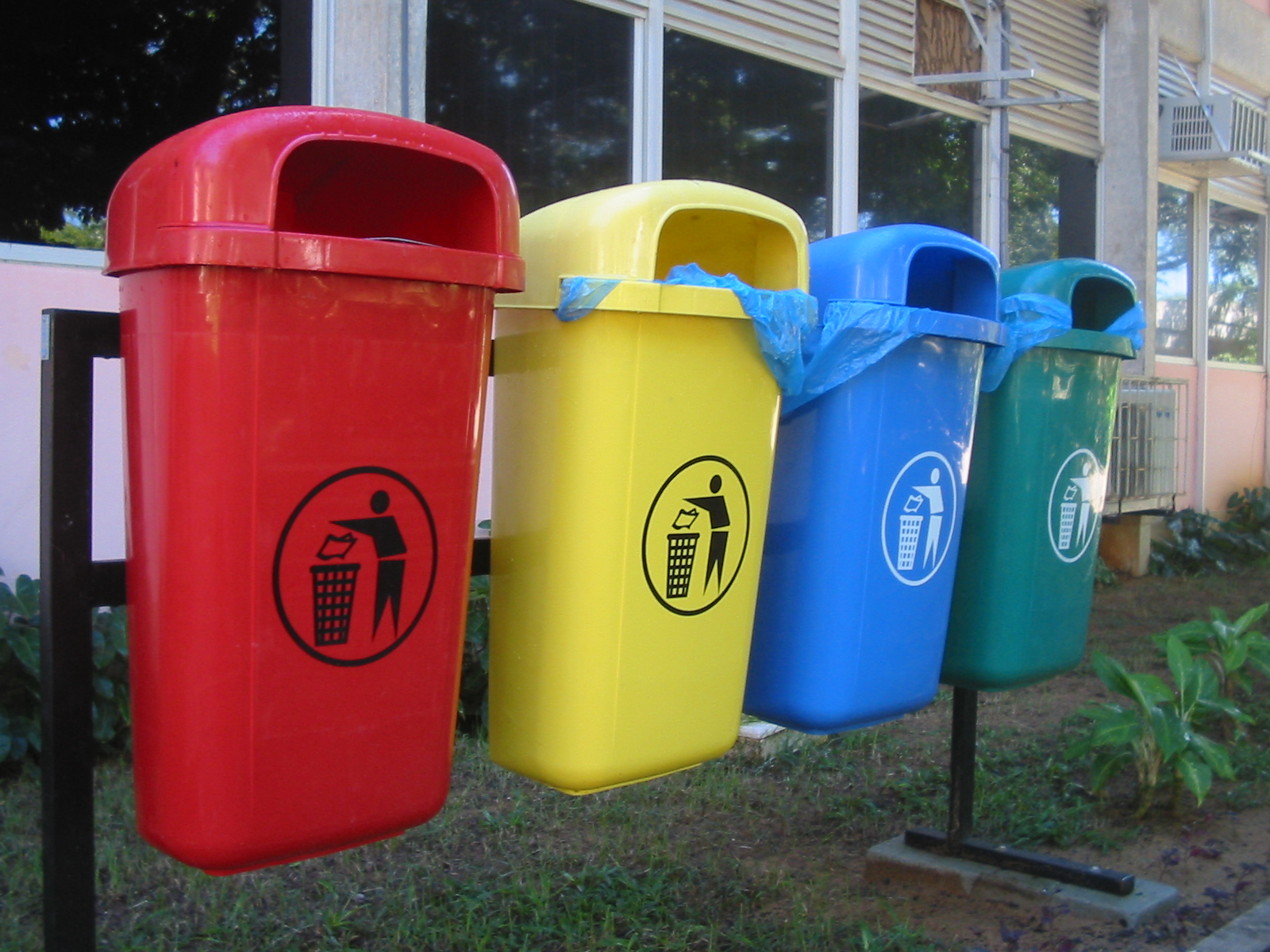
Coșuri de gunoi în Brazilia
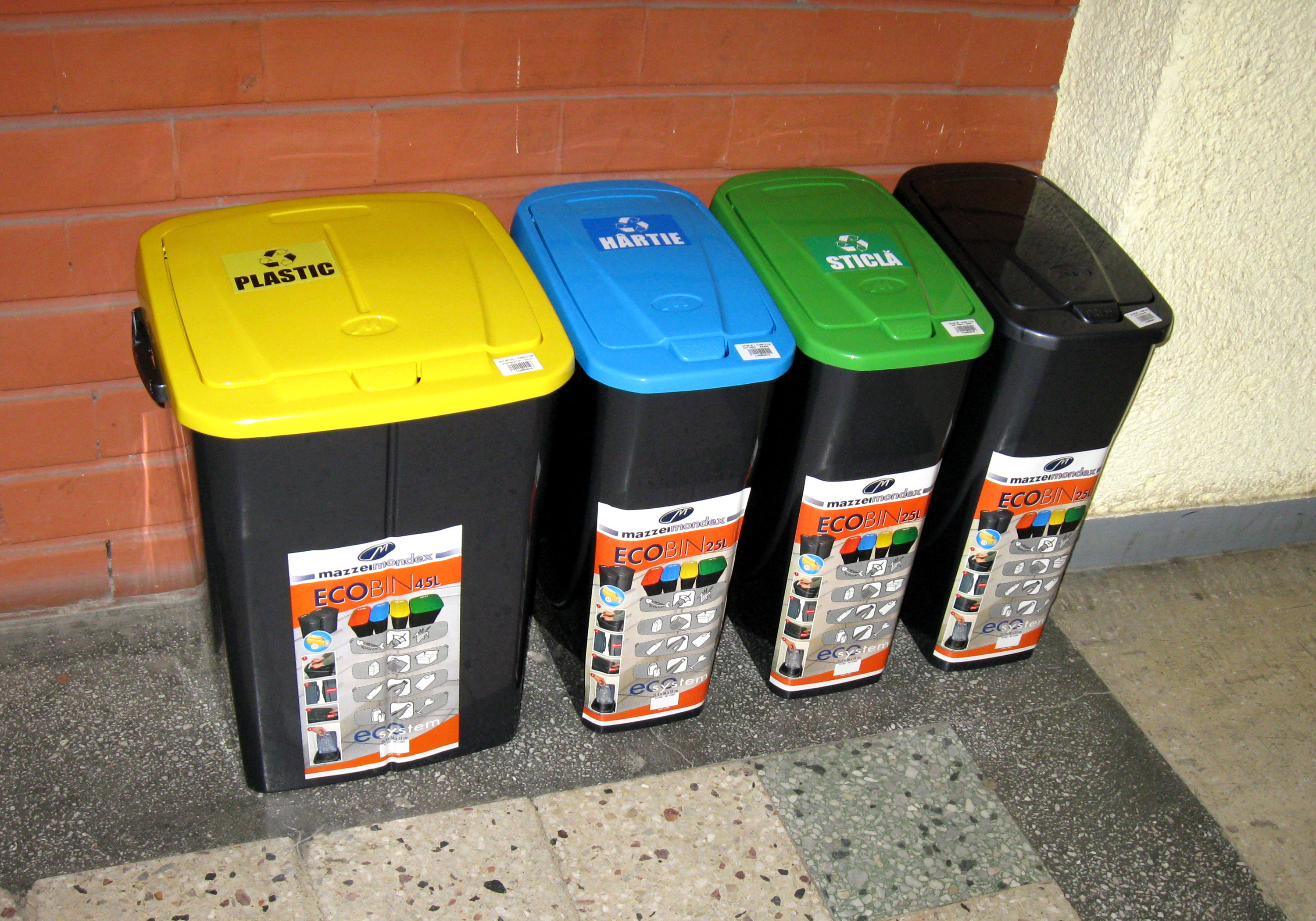
Coșuri de gunoi la Fac. de Mecanică, Timișoara
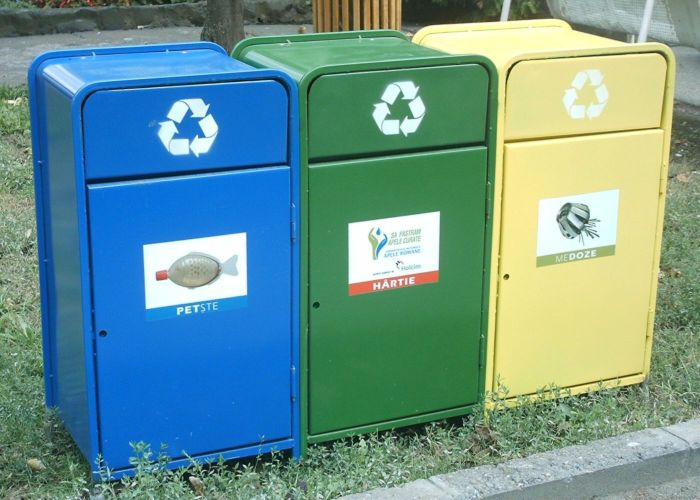
Pubele în Timișoara
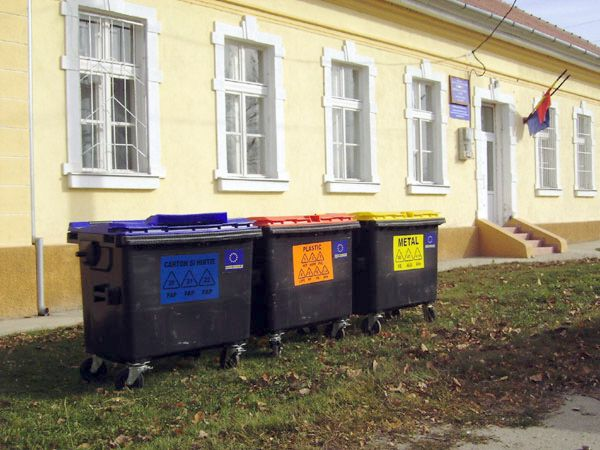
Containere la Moșnița Nouă, Timiș
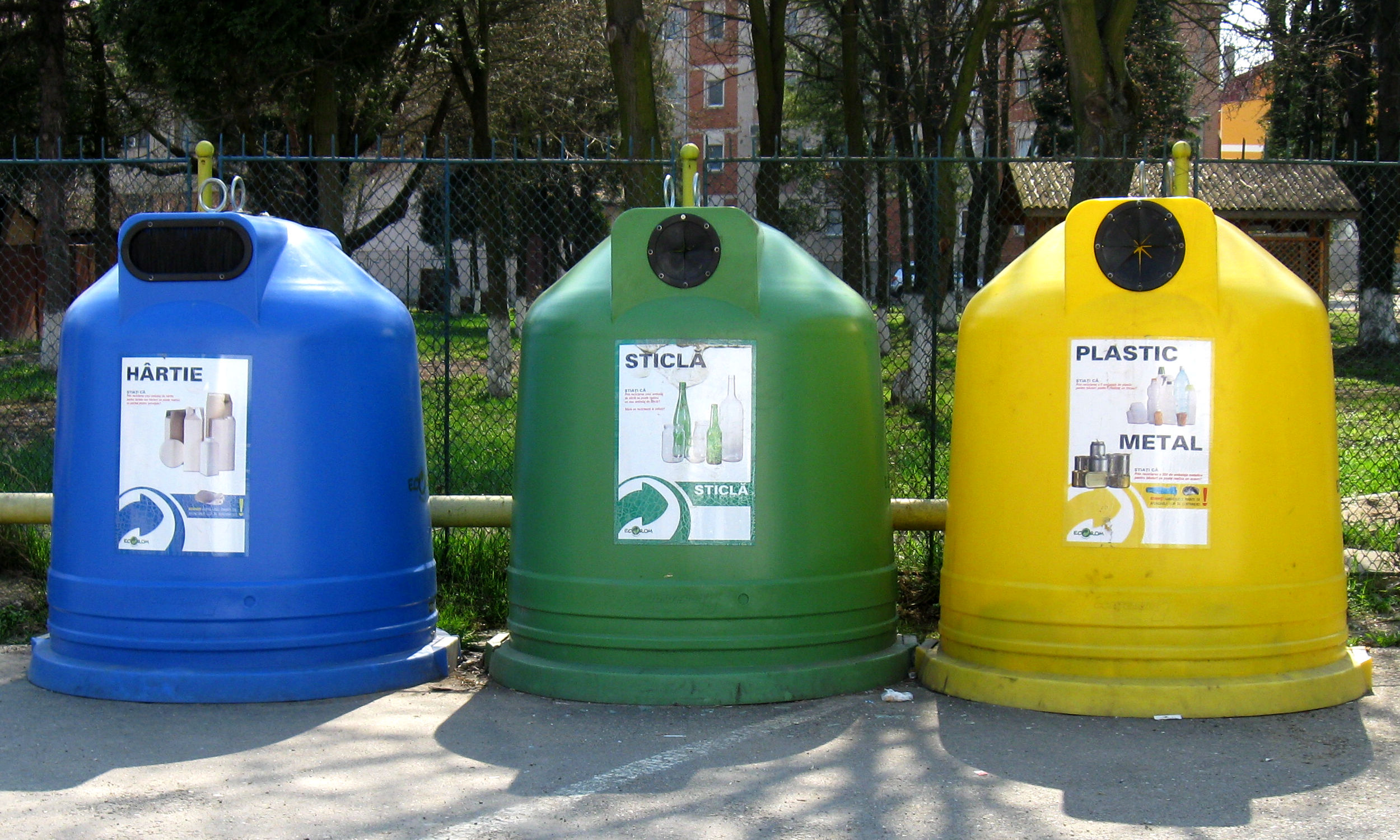
Containere la Deva

Etichete pe recipientele de precolectare selectivă
Pentru materiale plastice
Pentru metale
Pentru hârtie și carton

Pentru precolectarea deșeurilor stradale, comerciale și industriale sunt folosite containere tipizate de 1,1 m³, 4 m³ sau mai mari. Containerele de 1,1 m³ pot fi din tablă zincată sau din plastic. Pentru deșeuri în cantități mai mari, sau pentru deșeuri industriale și din construcții sunt folosite containere de construcție metalică, de tip cupă de 4 m³ sau mai mari, de tip Abroll.

Recipente pentru deșeuri stradale, comerciale și industriale
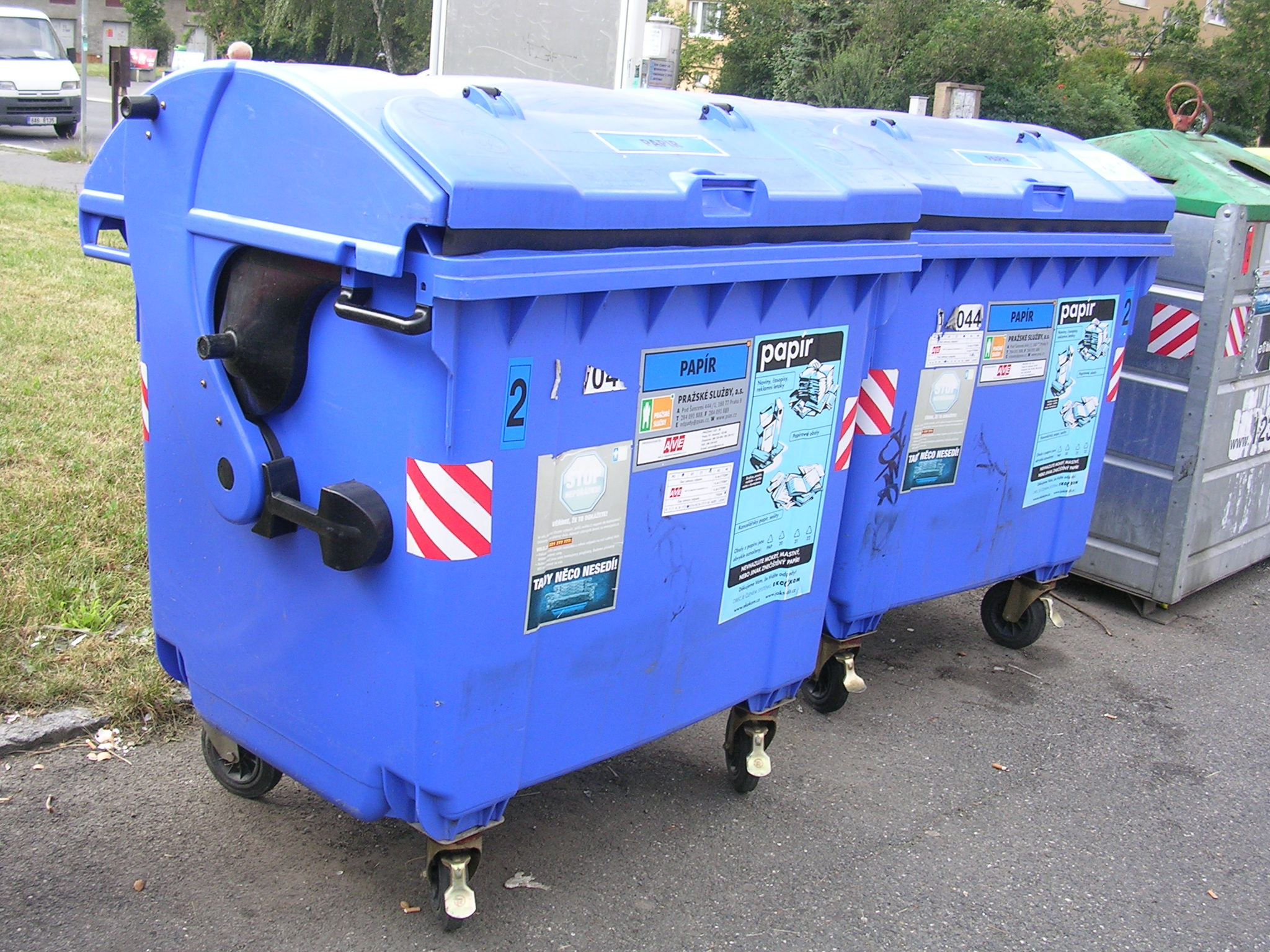
Container de 1,1 m³ din plastic
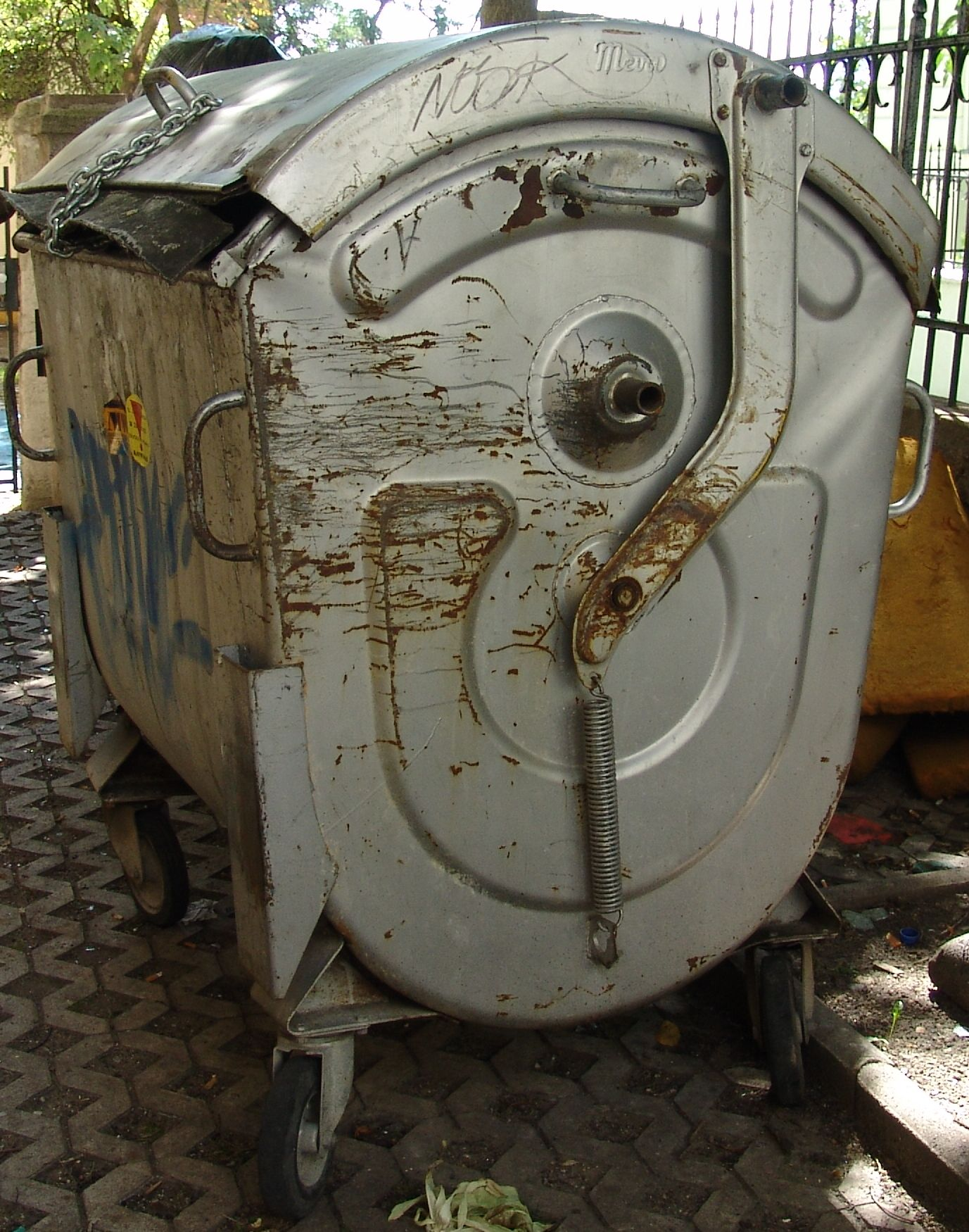
Container de 1,1 m³ zincat
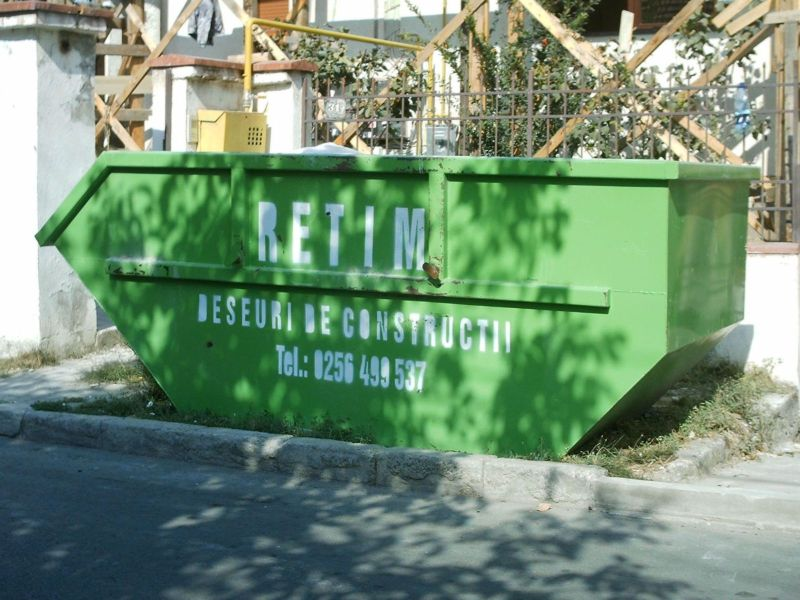
Container de 4 m³
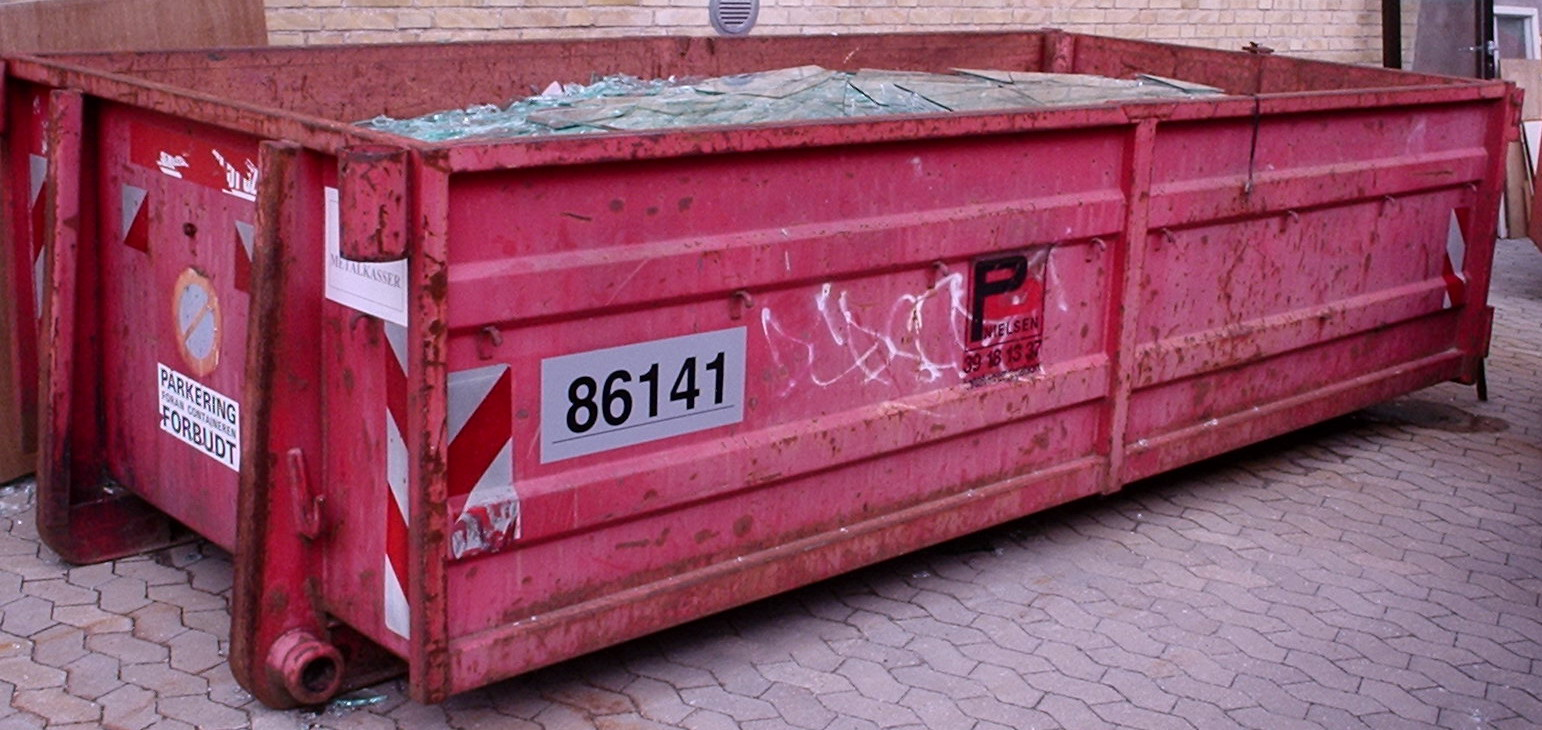
Container de 8 m³ de tip Abroll
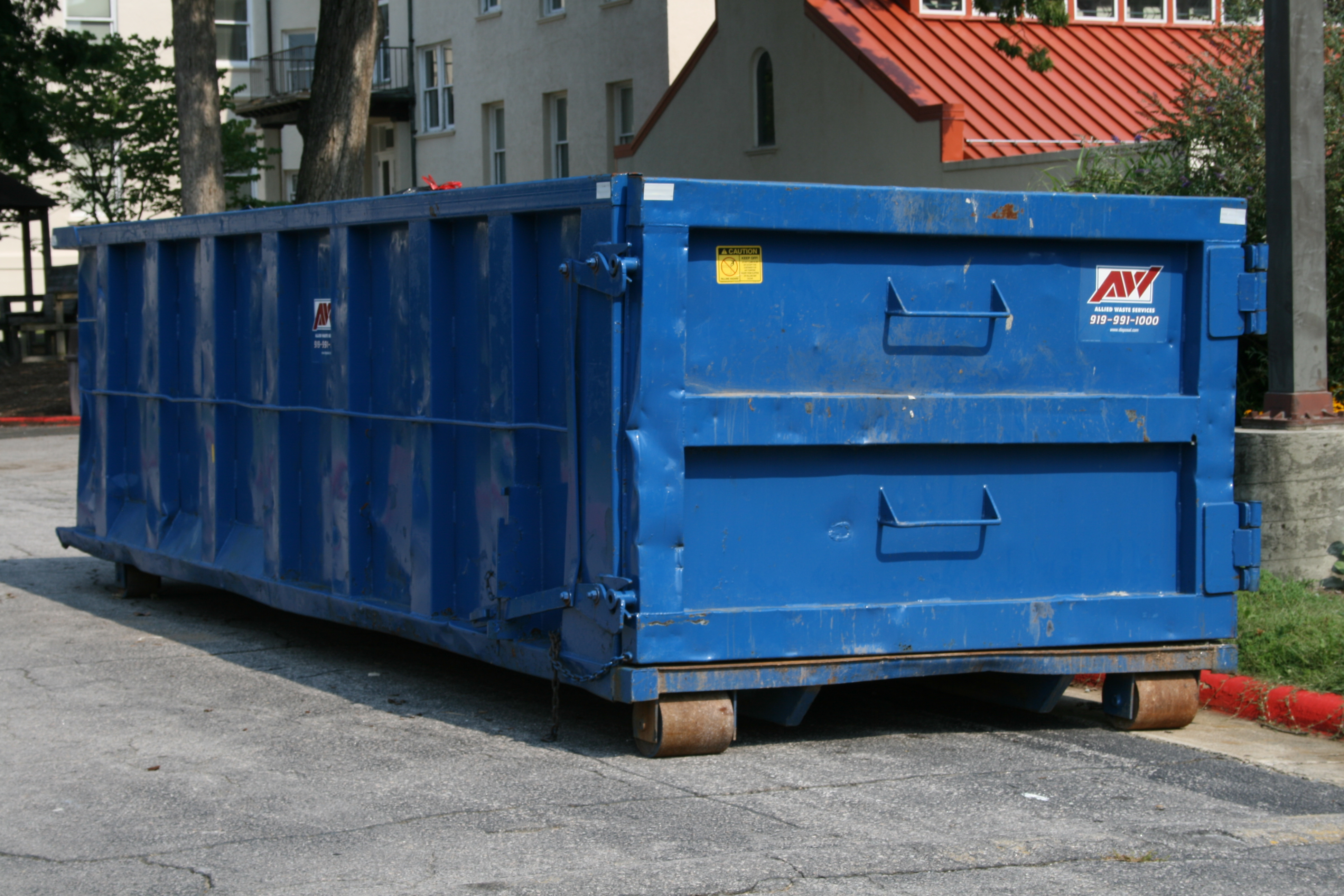
Container de tip Abroll

Colectarea propriu-zisă a deșeurilor din aceste containere este efectuată de către servicii specializate, cum sunt REBU la București și RETIM la Timișoara. Aceste servicii dispun de utilaje speciale pentru colectări. Colectarea deșeurilor din pubele și recipiente de până la 1100 l este efectuată cu ajutorul autogunoierelor, care sunt echipate cu sisteme de basculare a pubelelor și containerelor și cu instalație de compactare. Deșeurile colectate în cupe de 4 m³ sunt transportate cu tot cu containerul de către autospeciale prevăzute cu instalație de ridicat, iar containerele de tip Abroll sunt tractate, ele deplasându-se pe rolele proprii.

Utilaje pentru colectarea deșeurilor
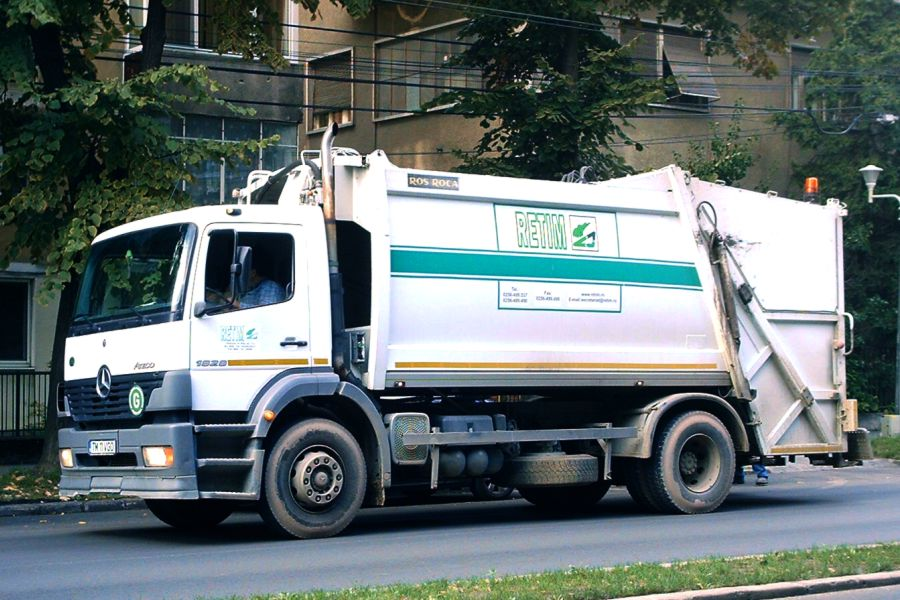
Autogunoieră tipică
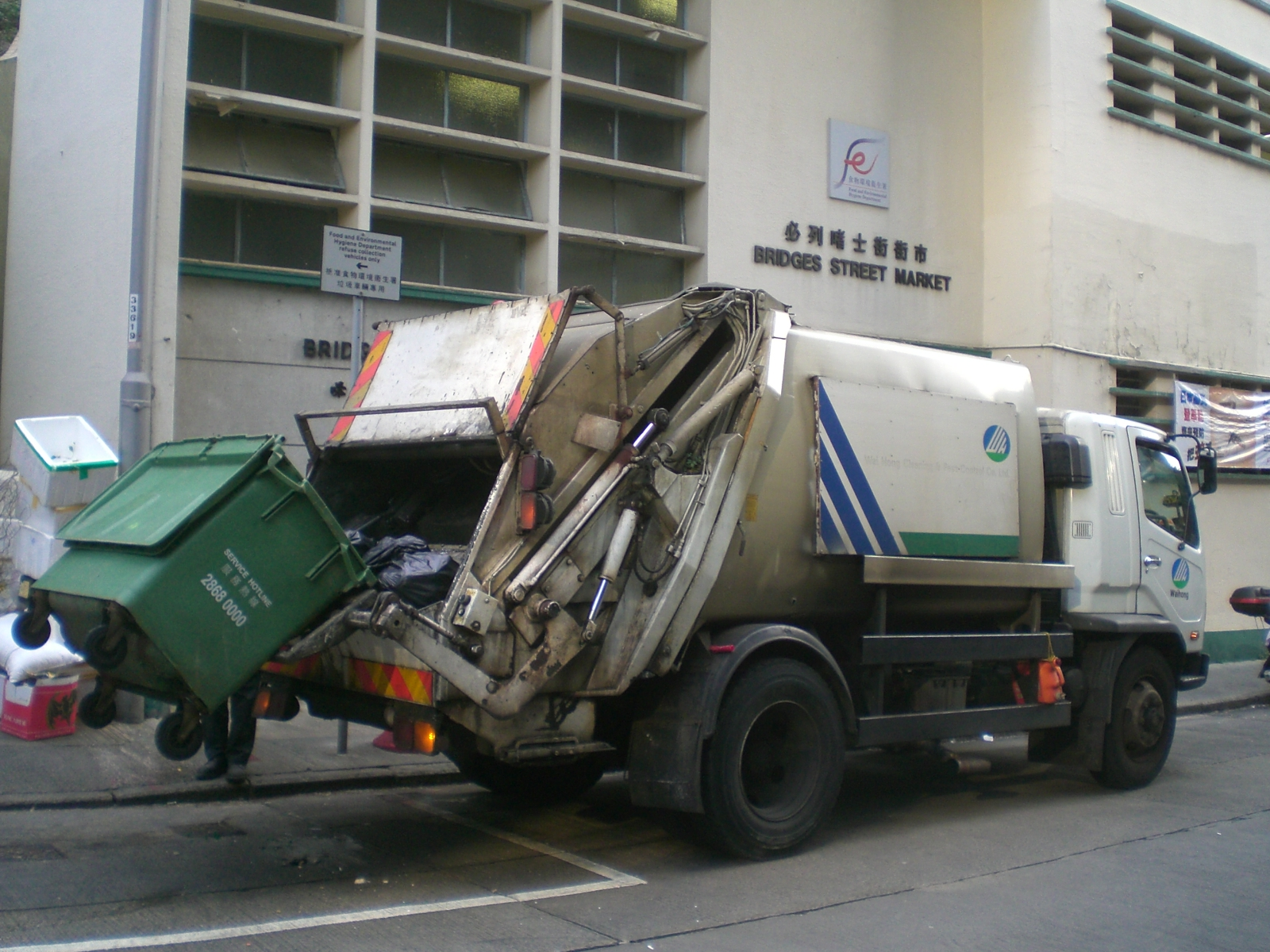
Încărcarea unei pubele
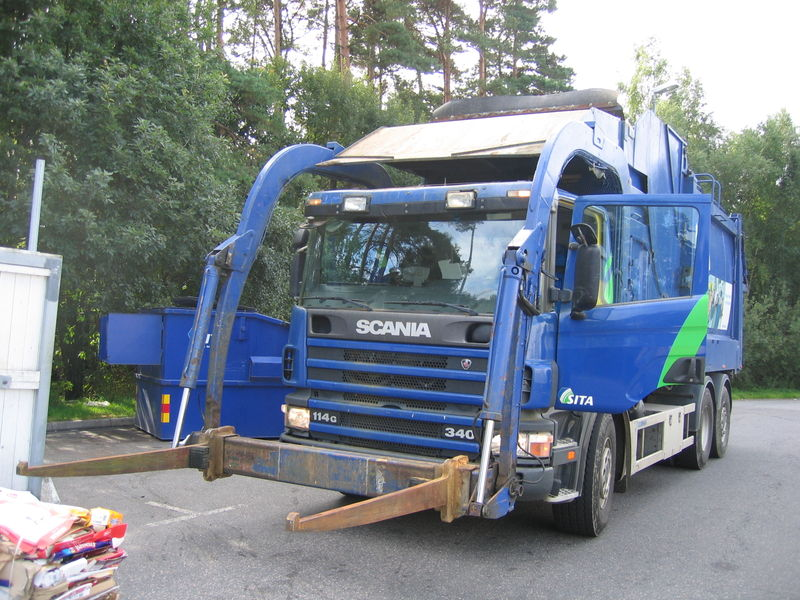
Autogunoieră cu încărcător frontal
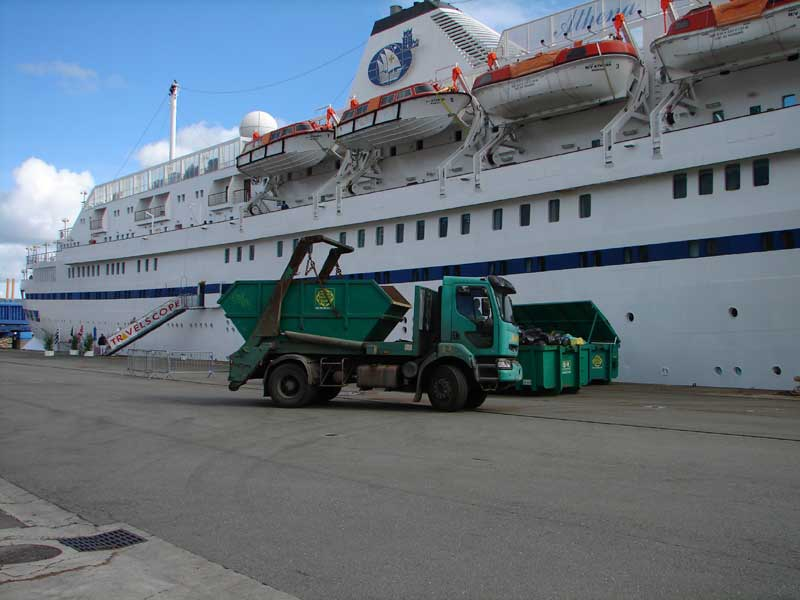
Autospecială pentru cupe

Transportul deșeurilor se poate face pe cale rutieră, feroviară sau navală. Din cauza problemelor care apar la transbordări, transportul feroviar sau naval se justifică doar pentru cantități mari (de obicei deșeuri industriale), transportate pe distanțe foarte lungi, de sute sau mii de km.

## Metode de tratare ale deșeurilor
Odată colectate, urmează etapa de tratare a deșeurilor. Metodele de tratare ale deșeurilor sunt variate, la fel ca deșeurile în sine și locul lor de proveniență. În principiu, deșeurile pot fi scoase din circuitul economic (eliminate) sau reintroduse în circuit (recuperate).

### Metode de eliminare
Eliminarea deșeurilor trebuie făcută prin metode care nu periclitează sănătatea oamenilor și fără utilizarea unor procese sau metode care pot fi dăunătoare pentru mediu.
| Simbol | Tip operațiune |
| ------ | --- |
| D1     | Depozitare pe sol și în sol (de exemplu, depozite de deșeuri etc.), |
| D2     | Tratarea în sol (de exemplu, biodegradarea deșeurilor lichide sau a nămolurilor depozitate în sol) |
| D3     | Injectare la adâncime (de exemplu, injectare a deșeurilor care pot fi pompate în puțuri, domuri de sare sau falii geologice naturale etc.) |
| D4     | Descărcare pe suprafețe (de exemplu, descărcarea de deșeuri lichide sau de nămoluri în puțuri, iazuri sau lagune etc.) |
| D5     | Loc de descărcare special amenajat (de exemplu, dispunerea în celule etanșe separate, acoperite și izolate unele de altele și de mediul înconjurător etc.) |
| D6     | Evacuare în mediu acvatic, exceptând mările și oceanele |
| D7     | Evacuarea în mări și oceane, inclusiv îngroparea în subsolul marin |
| D8     | Tratare biologică, nespecificată în altă parte în prezenta anexă, având ca rezultat compuși sau amestecuri finale care sunt eliminate prin intermediul oricăreia dintre operațiunile numerotate D1-D7 și D9-D12                                                       |
| D9     | Tratare fizico-chimică, nespecificată în altă parte în prezenta anexă, având ca rezultat compuși sau amestecuri finale care sunt eliminate prin intermediul oricăreia dintre operațiunile numerotate D1-D8 și D10-D12 (de exemplu, evaporare, uscare, calcinare etc.) |
| D10    | Incinerare pe sol |
| D11    | Incinerare pe mare |
| D12    | Depozitare permanentă (de exemplu, amplasarea de containere într-o mină etc.) |
| D13    | Amestecare sau mixare înainte de efectuarea oricăreia dintre operațiunile numerotate D1-D12 |
| D14    | Reambalare înainte de efectuarea oricăreia dintre operațiunile numerotate D1-D13 |
| D15    | Stocare în așteptarea oricăreia dintre operațiunile numerotate D1-D14 (excluzând stocarea temporară, până la colectare, în locul unde se produc deșeurile) |

#### Depozite

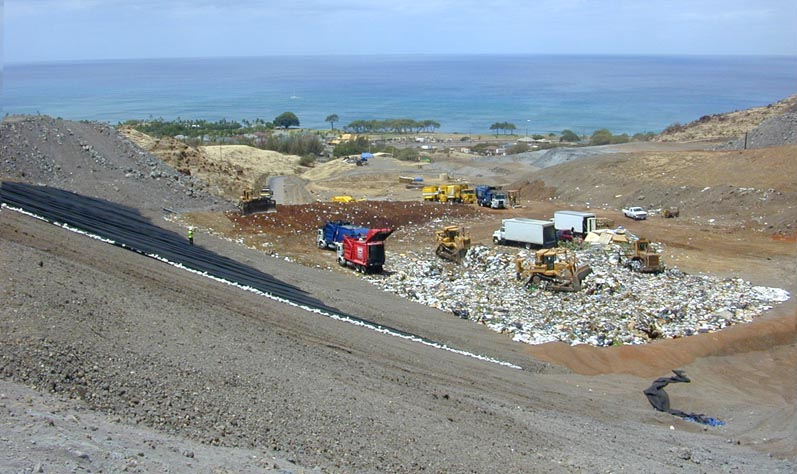
Depozit de gunoi în Hawaii.

În funcție de tipul deșeurilor acceptate depozitele se clasifică în depozite pentru deșeuri periculoase (clasa a), depozite pentru deșeuri nepericuloase (clasa b), depozite pentru materiale inerte (clasa c) și depozite pentru un singur fel de deșeuri (monodeponie). Depozitele trebuie să dispună de sisteme de pază, echipamente de cântărire, laboratoare de analiză, instalații de recuperare a gazului de depozit și de tratare a levigatului, de utilaje (buldozere, încărcătoare, compactoare, screpere, excavatoare) și de servicii de întreținere a acestor utilaje.
Eliminarea deșeurilor prin depozitare în rampe (gropi) de gunoi fără vreo măsură ulterioară este actual o practică care nu mai este acceptată. Conform Directivei Consiliului 75/442/CEE aceste depozite trebuiau închise până în anul 2007, însă România nu s-a putut conforma în acest termen. Ca urmare, României i s-a acordat o perioadă de tranziție, care este până la sfârșitul anului 2009 pentru deșeurile periculoase industriale, până la sfârșitul anului 2011 pentru deșeurile provenite din industria minieră, până la sfârșitul anului 2013 pentru deșeurile provenite din industria energetică, chimică și metalurgică și până în 16 iulie 2017 pentru deșeurile municipale. Eșalonarea închiderii depozitelor neconforme este reglementată prin HG 349/2005.

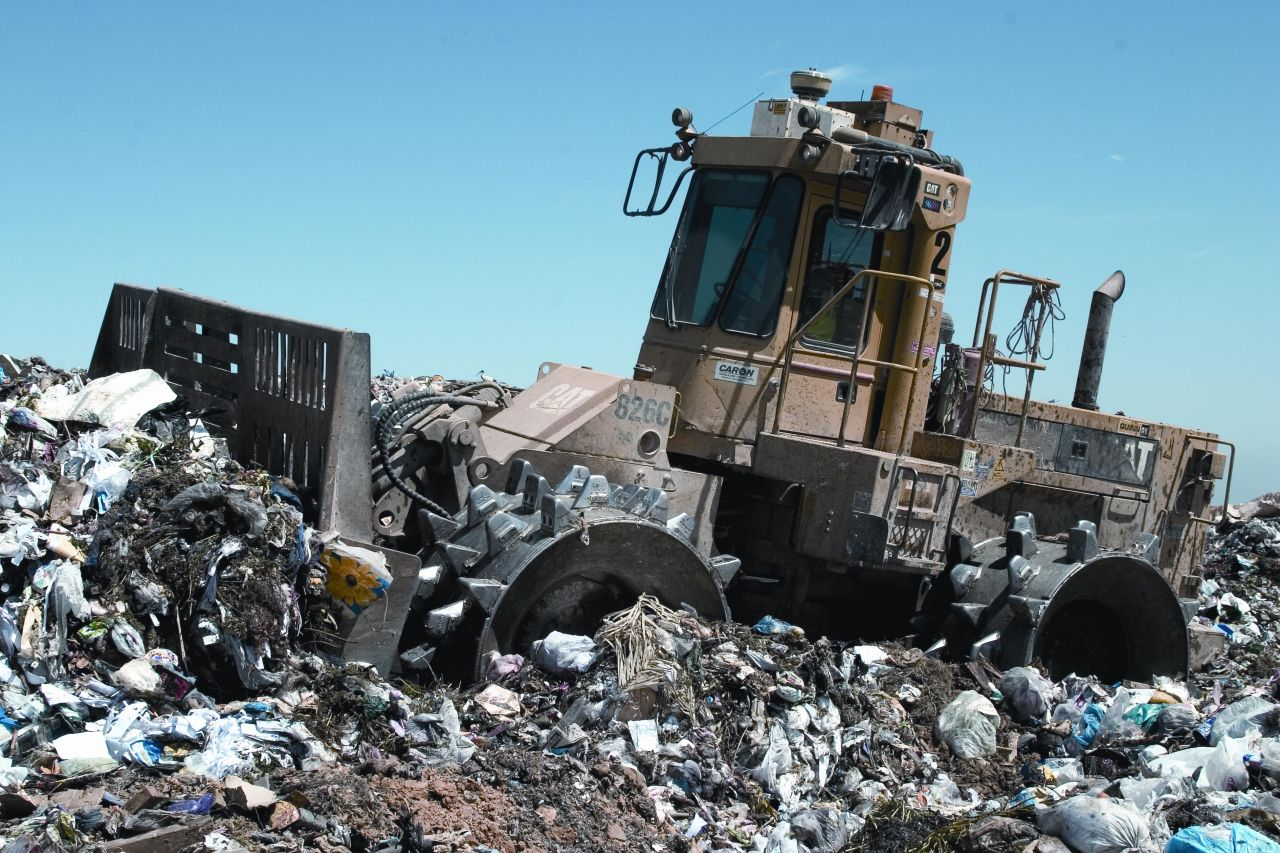
Compactarea deșeurilor într-un depozit.

Actual, depozitarea în rampe de gunoi presupune la sfârșit închiderea depozitului prin acoperire cu pământ (îngropare) și este o practică curentă în multe țări. Astfel de rampe se organizează în cariere în care exploatarea s-a încheiat sau în mine abandonate. O rampă de gunoi realizată și exploatată corect este o metodă relativ ieftină și care satisface criteriile ecologice de eliminare ale deșeurilor. Vechile rampe, necorespunzătoare, au efecte negative asupra mediului, cum ar fi împrăștierea de gunoaie, atragerea dăunătorilor (insecte, rozătoare) și poluarea aerului, a apelor și a solului. Poluarea aerului se produce prin miasme și prin degajarea unor gaze rezultate în urma fermentării, cum ar fi dioxidul de carbon și metanul, care produc efect de seră și contribuie la încălzirea globală. Poluarea apei și a solului se face prin levigat (lichidul scurs în urma proceselor biochimice), care, în lipsa unui strat izolator se infiltrează în sol și poluează apele pânzelor freatice. Aceste poluări pot fi atât de intense, încât împiedică creșterea plantelor deasupra acestor rampe. În mod normal, pe rampă deșeurile sunt compactate pentru a le mări densitatea și stabilitatea, și acoperite cu folii și cu pământ.
Rampele pentru deșeuri organice au instalații de recuperare a gazului de depozit. Principalele componente ale acestui gaz sunt metanul (54 %) și dioxidul de carbon (45 %), la care se adaugă mici cantități de hidrogen sulfurat, monoxid de carbon, mercaptani, aldehide, esteri și alți compuși organici. El poate fi valorificat prin ardere. Dacă nu există posibilitatea de valorificare locală, se recomandă să fie totuși ars la instalația de faclă deoarece dioxidul de carbon rezultat prin arderea metanului are un efect de seră mai mic decât al metanului inițial.
Pentru a împiedica levigatul să se infiltreze în sol rampele moderne sunt prevăzute cu straturi izolante, care pot fi din argilă (lut) sau din folii groase de material plastic (geomembrane) sau textil (geotextile). Grosimea stratului de argilă trebuie să fie mai mare de 1 m pentru deșeuri inerte sau nepericuloase și mai mare de 5 m pentru deșeuri periculoase.
Din cauza problemelor pe care le ridică, găsirea unor amplasamente pentru noi depozite de deșeuri este dificilă deoarece rezidenții din apropiere se opun, apare sindromul NIMBY (engleză Not In My BackYard), care literalmente se traduce ca „nu în ograda mea”.

#### Incinerare

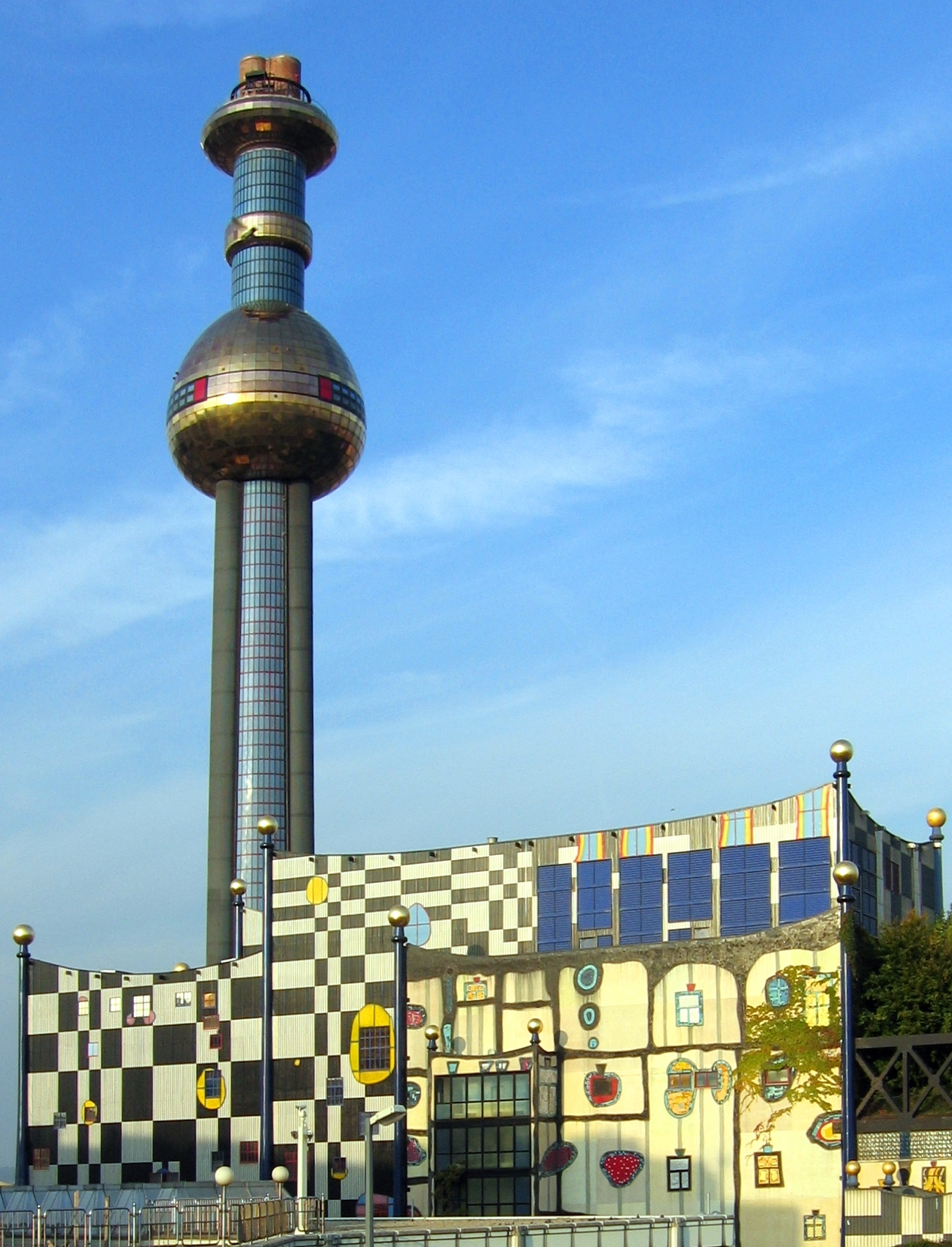
Instalația de incinerare Spittelau, la Viena.

Incinerarea este o metodă de eliminare a deșeurilor prin arderea lor. Este una din metodele de tratare termică a deșeurilor. În urma incinerării se obțin căldură, gaze, abur și cenușă.
Incinerarea poate fi practicată în instalații mici, individuale, sau la scară industrială. Pot fi incinerate atât deșeurile solide, cât și cele lichide sau gazoase. Metoda este preferată în locurile unde nu se dispune de teren pentru rampe, de exemplu în Japonia, și la eliminarea anumitor deșeuri periculoase, cum sunt cele biologice provenite din activități medicale, însă la nivel industrial este controversată, din cauza poluanților gazoși, în special dioxine (dibenzodioxine policlorinate — PCDD și benzofurani policlorinați — PCDF) produși prin ardere.
Instalațiile de incinerare sunt cuptoare prevăzute cu focare cu grătar cu împingere directă sau răsturnată, cuptoare rotative, cuptoare verticale, focare cu ardere în strat fluidizat, sau cu ardere în suspensie Ele pot trata (arde) deșeuri cu putere calorifică mică, de doar 10 MJ/kg.
În ultima perioadă se discută despre coincinerarea deșeurilor. În acest caz deșeurile sunt arse în focarele marilor cazane energetice sau în cuptoarele de ciment, în amestec cu combustibilul uzual al acestora. Ponderea deșeurilor în amestecul combustibil este de cca. 10 %. Termenul de „coincinerare” se aplică în cazul în care arderea amestecului combustibil care conține și deșeuri nu deturnează instalația de ardere de la utilizarea sa obișnuită. Dacă într-o asemenea instalație scopul principal devine incinerarea deșeurilor, procesul va fi considerat incinerare, nu coincinerare, iar condițiile de autorizare a funcționării în acest caz vor fi mai stricte, adică cele pentru incineratoare.

### Metode de recuperare

Simbolul internațional al reciclării.

Prin recuperare se înțelege extragerea din deșeuri a resurselor care pot fi refolosite. Recuperarea poate fi făcută prin reciclare, reutilizare, regenerare sau orice alt proces de extragere a materiilor prime auxiliare. Poate fi recuperată atât partea materială, cât și cea energetică. Materialele pot fi refolosite pentru a produce noi bunuri, iar energia poate fi convertită în energie electrică. Ca și în cazul eliminării, recuperarea trebuie făcută fără a periclita sănătatea oamenilor și fără utilizarea unor procese sau metode care pot fi dăunătoare pentru mediu.
| Simbol | Tip operațiune |
| ------ | --- |
| R1     | Utilizarea mai ales sub formă de combustibil sau ca alt mijloc de generare a energiei |
| R2     | Recuperarea/regenerarea solvenților |
| R3     | Reciclarea/recuperarea substanțelor organice care nu sunt utilizate ca solvenți (inclusiv compostare și alte procese biologice de transformare)                                                      |
| R4     | Reciclarea/recuperarea metalelor și a compușilor metalici |
| R5     | Reciclarea/recuperarea altor materiale anorganice |
| R6     | Recuperarea acizilor sau bazelor |
| R7     | Recuperarea componentelor utilizate pentru captarea poluanților |
| R8     | Recuperarea componentelor din catalizatoare |
| R9     | Regenerarea uleiurilor sau alte metode de refolosire a acestora |
| R10    | Tratarea în contact cu solul în folosul agriculturii sau în scopuri ecologice |
| R11    | Utilizarea deșeurilor obținute în urma oricăreia dintre operațiunile numerotate R1-R10 |
| R12a)  | Preschimbare de deșeuri înainte de efectuarea oricăreia dintre operațiunile numerotate R1-R11 |
| R13b)  | Stocarea deșeurilor în așteptarea oricăreia dintre operațiunile numerotate R1-R12 (excluzând stocarea temporară, în vederea colectării, în locul unde se produc deșeurile) inclusiv R151, R152, R153 |

R12a) În cazul comerțului intern, codul R12 trebuie înlocuit cu codul R152 sau R153 corespunzător din motive statistice
R13b)În cazul comerțului intern, codul R13 trebuie înlocuit cu codul corespunzător R151, R152 sau R153 din motive statistice

#### Recuperarea materialelor

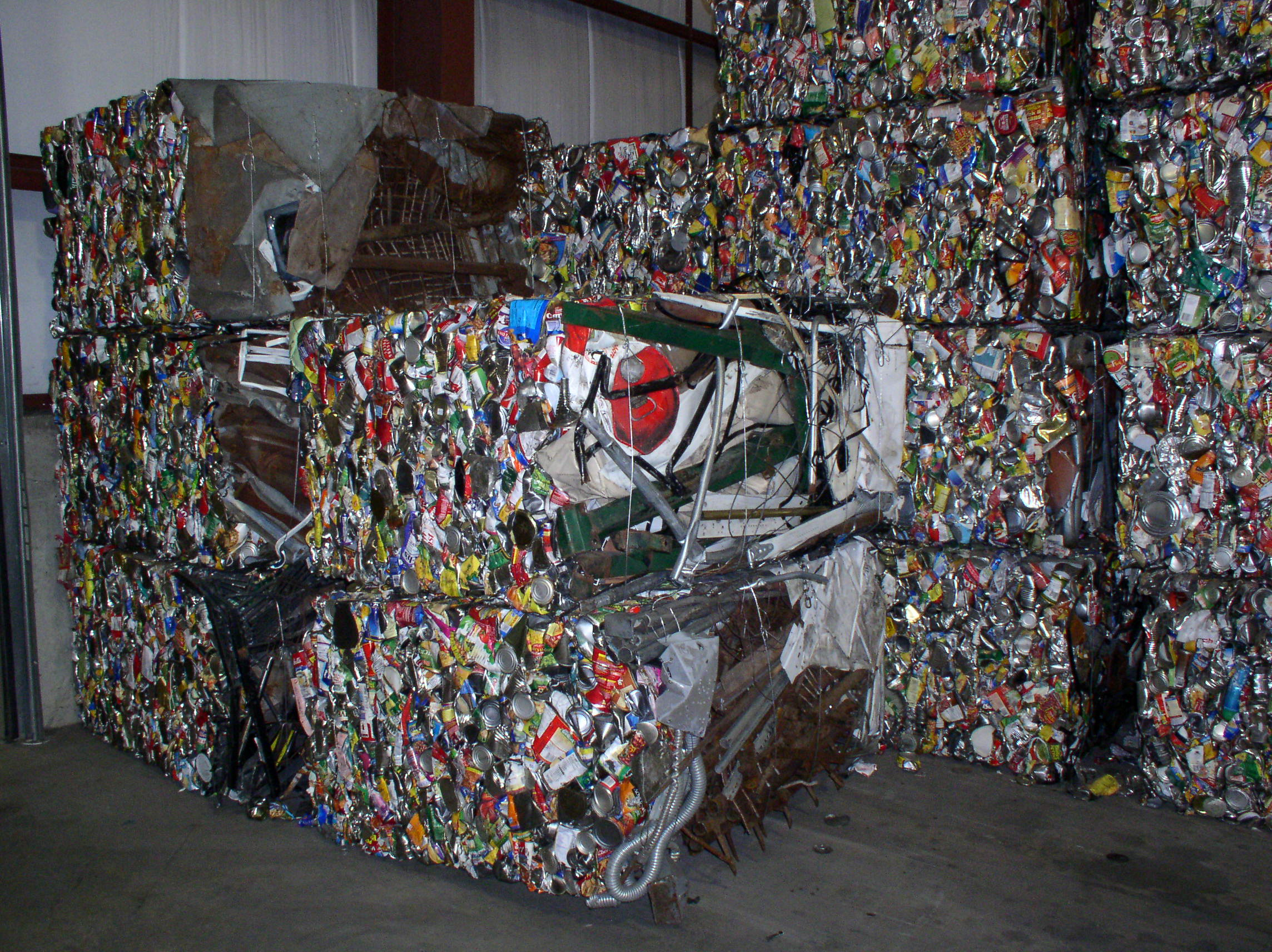
Deseuri de otel sortate si balotate version vederea reciclării la facilitatea de Central European Waste Management în Wels, Austria.

Pentru o reciclare reușită este nevoie de o sortare în funcție de calitatea materialului, sortare care începe prin colectarea selectivă a acestora. Ele mai pot fi separate și în instalații de sortare a deșeurilor.
Materialele obișnuite care pot fi recuperate sunt aluminiul din dozele de băuturi  ( bere,  răcoritoare, energizante, etc.), oțelul din ambalaje alimentare și sprayuri, polietilena de înaltă densitate (engleză High-density polyethylene - HDPE) și ambalajele de polietilen tereftalat (engleză Polyethylene terephthalate -PET), sticlele și borcanele, hârtia din ziare și reviste, cartonul din ambalaje. Pot fi recuperate mase plastice ca policlorura de vinil (engleză Polyvinyl chloride - PVC), polietilena de joasă densitate (engleză Low-density polyethylene - LDPE), polipropilena (PP) și polistirenul (PS), deși acestea nu sunt colectate în mod curent în unele țări . Produsele fabricate din astfel de materiale sunt de obicei omogene, conținând câte o singură componentă, ceea ce ușurează reciclarea. Prin comparație, reciclarea echipamentelor electrice și electronice este mai dificilă, ea necesitând tehnologii de separare a diferitelor materiale care le compun.

În depozite, recuperarea începe cu sortarea materialelor. Pentru deșeurile amestecate prima operație este mărunțirea, care este operată în mori cu ciocane, percutoare, tocătoare, rașpeluri. Urmează sortarea dimensională în site tambur, site vibratoare, separatoare balistice, sortarea densimetrică în cicloane, sortarea magnetică a materialelor feroase, sortarea optică (pentru sticlă) și, eventual, sortarea manuală. Urmează operații de purificare prin spălare. Deșeurile sortate și purificate sunt balotate în prese, fiind gata de livrare spre beneficiar.
Dacă deșeurile amestecate conțin componente biologice, acestea pot fi prelucrate biologic, însă trebuie separate dinainte pe cât posibil celelalte materiale recuperabile.
În România recuperarea este efectuată de o serie de Societăți specializate în tratarea deșeurilor în vederea reciclării.

#### Prelucrarea biologică

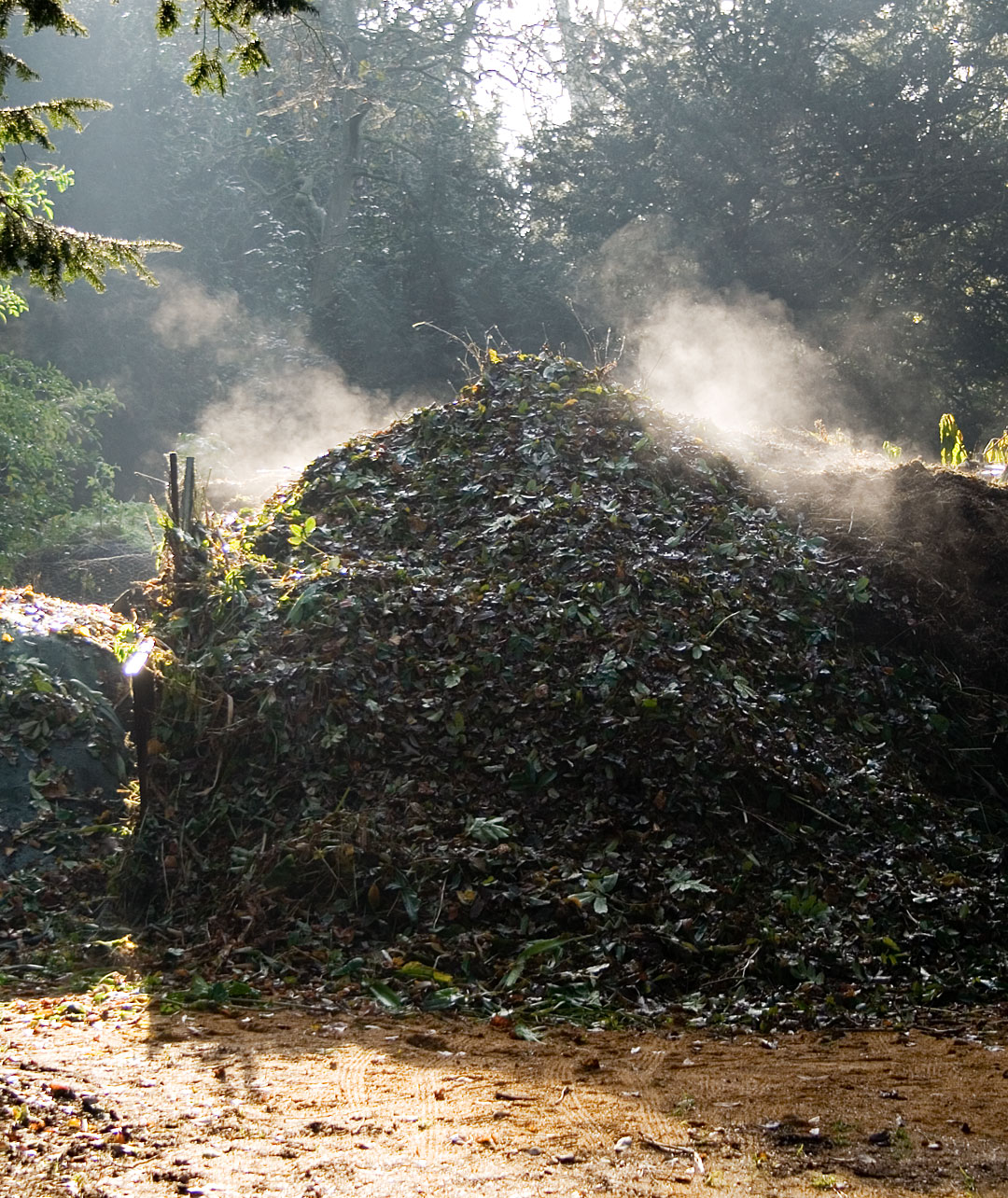
Amenajare de compostare.

Deșeurile organice, cum ar fi resturile de vegetale, resturile alimentare și hârtia, pot fi valorificate prin compostare, care implică un proces de descompunere a materiei organice. Rezultatul este compostul, un excelent îngrășământ agricol. în timpul compostării se produce biogaz cu un mare conținut de metan, care poate fi folosit ca atare, de exemplu la aragazuri, sau în termocentrale la producerea curentului electric. Prin compostare în instalații amenajate procesul natural de descompunere a materiilor organice este accelerat.
Compostarea poate fi efectuată atât în mici instalații individuale din gospodării, cât și în mari instalații industriale (ex. stații de epurare). Ea poate avea loc atât prin fermentare aerobă, cât și anaerobă.
O altă sursă de biogaz sunt nămolurile municipale, rezultate din stațiile de epurare a apelor uzate orășenești sau din stațiile de epurare industriale.
Materiile combustibile pot fi obținute atât prin prelucrare biologică, cât și prin procese de piroliză și gazeificare la presiune înaltă în atmosferă săracă în oxigen. Metodele avansate (gazeificare cu arc de plasmă) pot produce un gaz de sinteză (syngas) cu o compoziție și mai bună, format din monoxid de carbon și hidrogen.

#### Recuperarea energetică
Deșeurile din care se poate recupera energie sunt lemnul (deșeuri lemnoase din culturi, deșeuri de prelucrare din industria lemnului și din demolări), gazul de depozit și biogazul. Lemnul are o putere calorifică de 14–17 MJ/kg iar gazul de depozit și biogazul au compoziții asemănătoare și puteri calorifice de 20–25 MJ/m³N. Ca urmare ele pot fi arse în instalații menajere, sau în cazane pentru producerea căldurii sau, cu ajutorul turbinelor, a curentului electric.

## Deșeuri periculoase
Prin deșeuri periculoase se înțeleg deșeurile care au una din următoarele proprietăți:
| Simbol | Proprietate |
| ------ | --- |
| H1     | „Explozive”: substanțe și preparate care pot exploda sub efectul unei scântei sau care sunt mai sensibile la șocuri sau frecare decât dinitrobenzenul. |
| H2     | „Oxidante”: substanțe și preparate care produc reacții puternic exoterme în contact cu alte substanțe, mai ales cu substanțe inflamabile. |
| H-3A   | „Foarte inflamabile”: - substanțe lichide și preparate care au punctul de aprindere sub 21 °C (inclusiv lichide extrem de inflamabile) - substanțe și preparate care se pot încălzi și apoi se pot aprinde în contact cu aerul la temperatura mediului ambiant fără energie suplimentară - substanțe solide și preparate care se pot aprinde ușor după contactul rapid cu o sursă de aprindere și care continuă să ardă sau să se consume și după îndepărtarea sursei de aprindere - substanțe gazoase și preparate care sunt inflamabile în aer la presiune normală - substanțe și preparate care în contact cu apa sau cu aerul umed, produc gaze foarte inflamabile în cantități periculoase. |
| H3-B   | „Inflamabile”: substanțe lichide și preparate care au punctul de aprindere egal sau mai mare de 21 °C și mai mic sau egal cu 55 °C. |
| H4     | „Iritante”: substanțe și preparate necorozive care, prin contact imediat, prelungit sau repetat cu pielea sau mucoasele, pot cauza inflamații. |
| H5     | „Nocive”: substanțe și preparate care, dacă sunt inhalate sau ingerate sau dacă penetrează pielea, pot constitui riscuri limitate pentru sănătate. |
| H6     | „Toxice”: substanțe și preparate (inclusiv substanțe și preparate foarte toxice) care, dacă sunt inhalate sau ingerate sau dacă penetrează pielea, pot produce vătămări serioase, acute sau cronice pentru sănătate și pot fi chiar letale. |
| H7     | „Cancerigene”: substanțe și preparate care, dacă sunt inhalate sau ingerate sau dacă penetrează pielea, pot induce cancerul sau creșterea incidenței lui. |
| H8     | „Corosive”: substanțe și preparate care pot distruge țesuturile vii la contactul cu acestea. |
| H9     | „Infecțioase”: substanțe cu conținut de microorganisme viabile sau toxinele acestora care sunt cunoscute ca producând boli pentru om sau altor organisme vii. |
| H10    | „Teratogene”: substanțe și preparate care, dacă sunt inhalate sau ingerate sau dacă penetrează pielea, pot induce malformații congenitale neereditare sau creșterea incidenței acestora. |
| H11    | „Mutagene”: substanțe și preparate care, dacă sunt inhalate sau ingerate sau dacă penetrează pielea, pot produce defecte genetice ereditare sau creșterea incidenței acestora. |
| H12    | Substanțe și preparate care produc gaze toxice sau foarte toxice în contact cu apa, aerul sau un acid. |
| H13    | Substanțe și preparate capabile prin orice mijloace, după depozitare, să producă altă substanță (de exemplu, levigat), care posedă oricare din caracteristicile prezentate mai sus. |
| H14    | „Ecotoxice”: substanțe și preparate care prezintă sau pot prezenta riscuri imediate sau întârziate pentru unul sau mai multe sectoare ale mediului înconjurător. |

Exemple de deșeuri periculoase: deșeuri de spital, componente farmaceutice, medicinale și veterinare, biocide, solvenți, substanțe organice halogenate folosite ca solvenți, cianuri, emulsii de hidrocarburi / apă, substanțe conținând PCB-uri sau PCT-uri, dibenzofurani policlorurați, dibenzo-para-dioxine policlorurate, gudroane, vopsele, rășini, plastifianți, adezivi, substanțe chimice neidentificate și ale căror efecte asupra omului sau mediului înconjurător nu sunt cunoscute (de exemplu, reziduuri de laborator), explozibili etc. Toate acestea sunt enumerate în liste specifice. Manipularea și tratarea acestui tip de deșeuri se face numai de agenții economici care îndeplinesc condițiile necesare și ținând evidențe stricte, pe baza unei autorizări.
Stocarea deșeurilor periculoase necesită depozite speciale. Până la darea în folosință a acestora România a obținut perioada de tranziție de la 1 ianuarie 2007 până la 31 decembrie 2009 pentru stocarea temporară a deșeurilor periculoase industriale, cu respectarea tuturor cerințelor privind protecția mediului și a sănătății. De asemenea, a obținut perioada de tranziție privind interzicerea depozitării deșeurilor lichide, privind interzicerea depozitării deșeurilor cu anumite proprietăți (corosive și oxidante) și privind prevenirea infiltrării apei în depozitul de deșeuri (numai apa de suprafață) până la 31 decembrie 2013 pentru 23 depozite din industria energetică, chimică și metalurgie și până la 31 decembrie 2011 pentru 5 depozite din industria minieră care se conformează sau sistează activitatea.

Simbol de avertizare pentru substanțe radioactive depozitate.

Un caz aparte de deșeuri periculoase este cel al deșeurilor radioactive. Acestea nu pot fi eliminate prin distrugere, ci doar prin depozitare. Pentru eliminarea deșeurilor radioactive, România are nevoie de două depozite de deșeuri care să stocheze deșeurile radioactive de la Centrala nucleară de la Cernavodă.

## Vehicule scoase din uz
Pentru stimularea înnoirii parcului național de autoturisme prin scoaterea din circulație a celor vechi, Guvernul României, în colaborare cu MMDD, a inițiat un program, cunoscut sub numele de „Programul Rabla”. În cadrul programului, se oferă o primă de 3000 RON persoanelor fizice care achiziționează un autoturism nou și radiază din circulație predând spre casare unui operator economic autorizat să desfășoare activități de colectare a vehiculelor scoase din uz un autoturism uzat, cu o vechime de peste 12 ani.
Acțiunea a demarat în anul 2005 și a fost reluată în 2006, 2007 și 2008

## Electrice și electronice

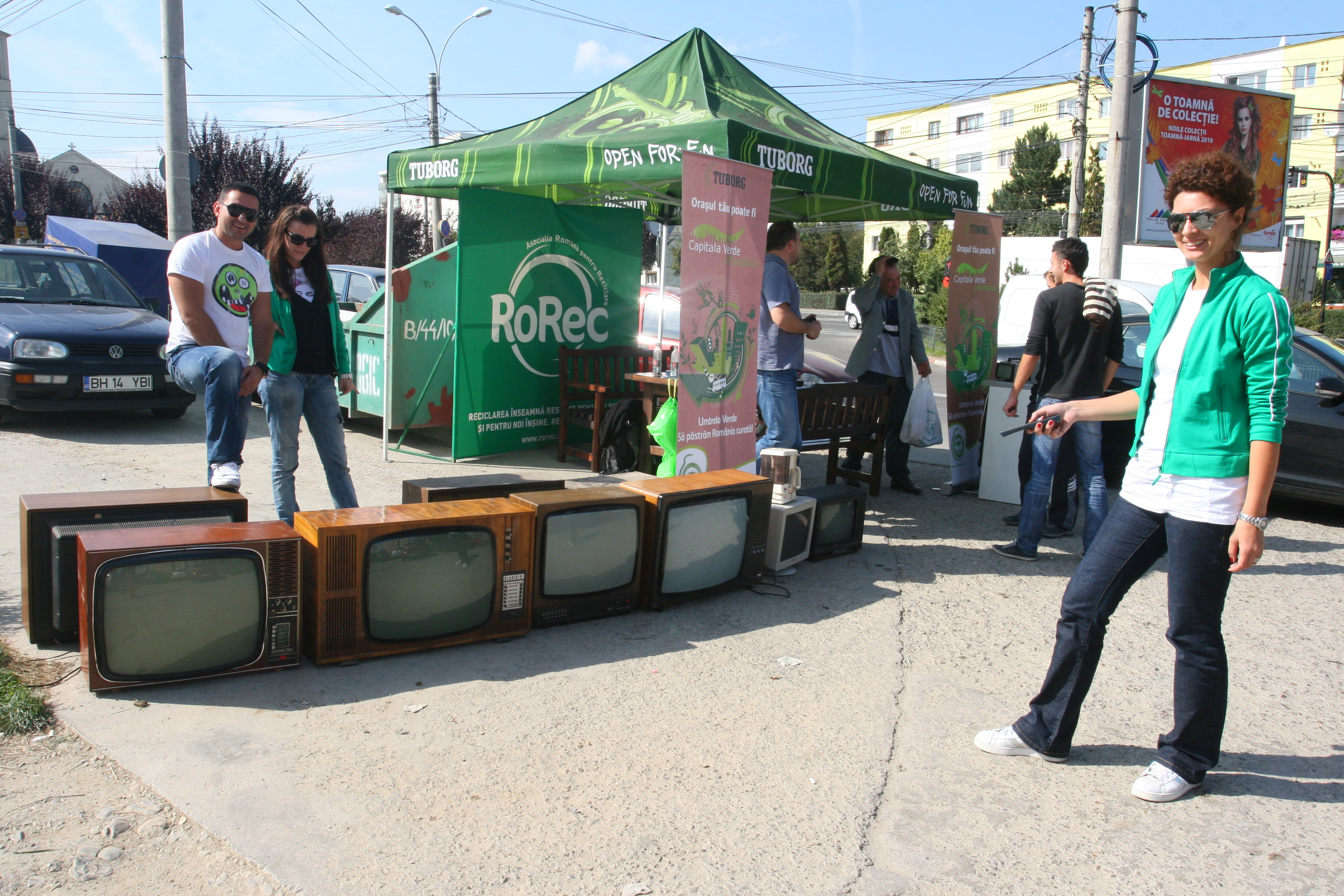
Acțiune de colectare a DEEE la Cluj-Napoca, organizată în 2010 de Asociația Română pentru Reciclare (RoRec), în colaborare cu Umbrela Verde.

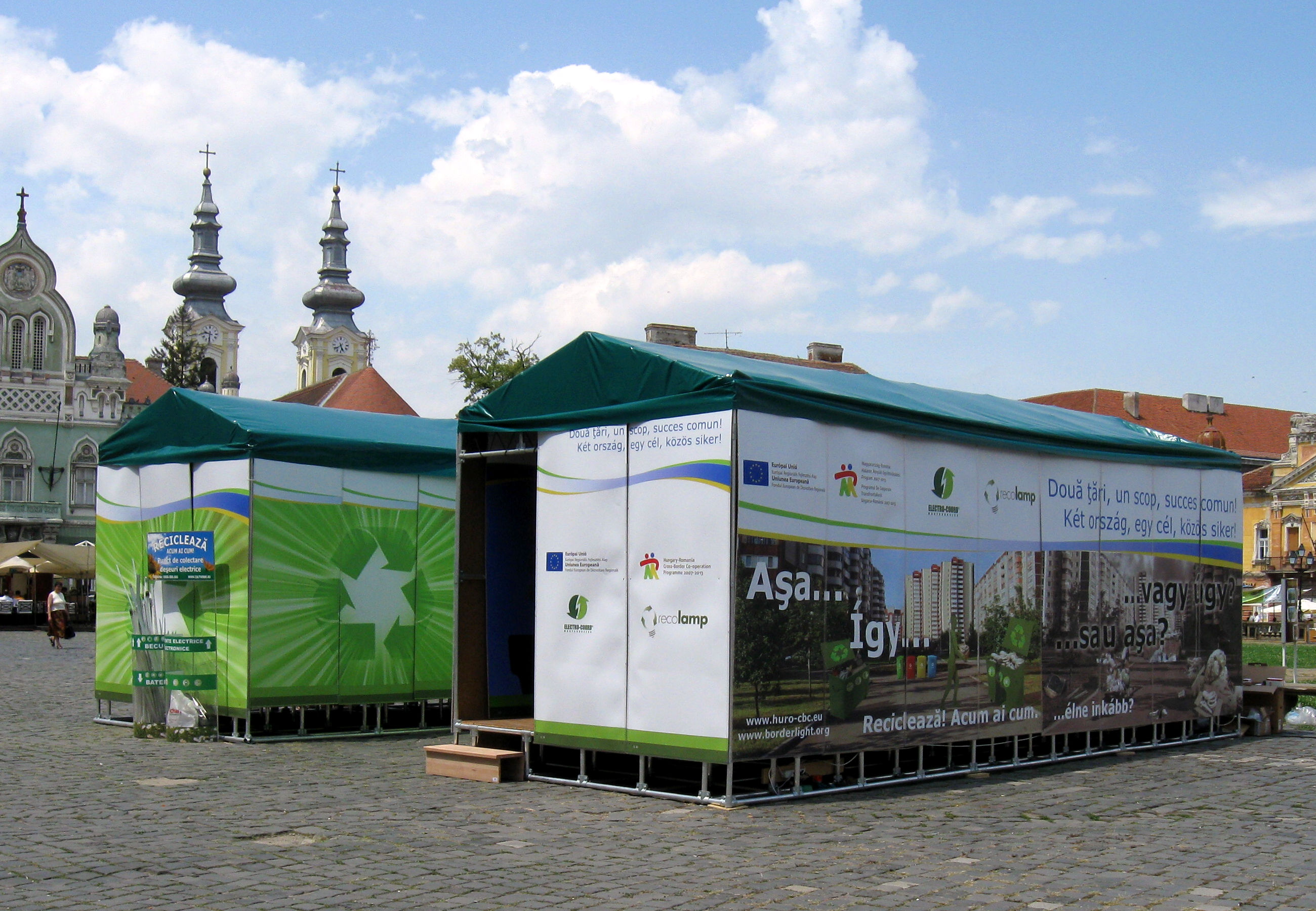
Acțiune de promovare a reciclării DEEE la Timișoara, organizată în 2011 de ONG Recolamp (RO), în parteneriat cu ONG Electro-Coord (HU).

Ca țară membră UE, România are obligația asumată de a colecta și recicla, anual, 80 000 de tone deșeuri de echipamente electrice și electronice (DEEE).
Acțiunile de colectare organizată au fost inițiate în anul 2007 prin Campania națională de colectare a deșeurilor de echipamente electrice și electronice cunoscută și sub numele de „Marea debarasare”. Acțiunea prevedea ca cetățenii să scoată în fața casei sau a blocului echipamentele nefuncționale, apoi societățile de salubrizare să le ridice și să le transporte la centrele de colectare, pentru ca de acolo să fie preluate de organizațiile colective autorizate, în vederea transportării lor la reciclatori. Sunt colectate aparate de uz casnic de mici și mari dimensiuni (ex.: prăjitoare, fiare de călcat, aspiratoare, mașini de spălat, frigidere), unelte, echipamente de iluminat, aparatură electronică și de informatică, jucării.
Din cauza noutății, succesul acțiunilor din toamna anului 2007 a fost relativ. A doua acțiune a avut loc pe 19 aprilie 2008, cu rezultate notabile.
A treia campanie de colectare a DEEE a fost programată pentru 4 octombrie 2008, când au fost colectate peste 400 t de deșeuri. Cantitatea colectată fiind mică, au mai fost organizate campanii de colectare, a IV-a ediție având loc pe 1 noiembrie iar ediția a V-a pe 6 decembrie 2008.
În afară de aceste acțiuni, importatorii și producătorii de electronice ar putea fi obligați să adune deșeuri de aparate electrice și electronice într-o cantitate echivalentă cu 20 % din cantitatea totală de electronice și electrocasnice pe care le vând. În acest scop, firmele ar putea oferi bonusuri la cumpărare, în caz de returnare a obiectului vechi similar.
Un proiect de cooperare transfrontalieră româno-ungar își propune recicleze deșeurile provenite din echipamentele de iluminat arse din județele Timiș și Arad, respectiv Hajdú-Bihar și Szabolcs-Szatmár-Bereg. Proiectul are în vedere amplasarea de containere specializate de colectare a becurilor și tuburilor fluorescente și construirea unei fabrici de reciclare a acestor deșeuri.

## Gestionarea integrată a deșeurilor

Ierarhizarea măsurilor de gestionare integrată a deșeurilor conform principiului prevenirii.

Eliminarea deșeurilor este o activitate complicată și costisitoare. Concepția actuală privind deșeurile nu pornește de la ideea creșterii și perfecționării capacităților de eliminare, ci de la adoptarea de noi tehnologii, care să producă deșeuri în cantitate cât mai redusă, într-o formă cât mai ușor de tratat. În plus, rezolvarea problemelor de mediu ridicate de deșeuri nu se poate face decât dacă măsurile care sunt luate sunt coordonate. Principiile pe baza cărora se face coordonarea sunt următoarele:
- Principiul prevenirii, conform căruia activitățile sunt ierarhizate în ordinea importanței: evitarea apariției deșeurilor, minimizarea cantităților de deșeuri produse, reutilizarea, tratarea prin recuperare, tratarea prin eliminare.
- Principiul BATNEEC, care stipulează că vor fi folosite cele mai bune metode disponibile care nu presupun costuri excesive (engleză Best Available Technique Not Entailing Excessive Cost).
- Principiul „Poluatorul plătește”, conform căruia costurile de gestionare a deșeurilor și de acoperire a pagubelor produse mediului să cadă în sarcina celui care le produce.
- Principiul substituției, care stipulează înlocuirea materialelor periculoase cu altele nepericuloase.
- Principiul proximității, care prevede ca deșeurile să fie tratate cât mai aproape de sursa lor. Transportul (exportul) este admis doar spre capacități care dispun de tehnologia necesară tratării lor.
- Principiul subsidiarității, care promovează inițiativa nivelelor de decizie inferioare, pe baza unor criterii uniforme.
- Principiul integrării stabilește că activitățile de gestionare a deșeurilor fac parte integrantă din activitățile social-economice care le generează.

Implementarea în România a Sistemului Integrat de Gestionare a Deșeurilor se face pe baza Strategiei Naționale de Gestionare a Deșeurilor, elaborată de MMDD, și a Planului Național de Gestionare a Deșeurilor, elaborat de ANPM. Pe baza planului național, Agențiile Regionale de Protecție a Mediului elaborează Planurile Regionale de Gestionare a Deșeurilor.

## Reciclarea deșeurilor în România
Cantitatea de gunoaie care se adună de la români este de 8 milioane de tone într-un an.
În anul 2003 s-au folosit:
- 210,5 mii tone de sticlă
- 235,2 mii tone de hârtie și carton
- 236,5 mii tone de plastic
- 104,7 mii tone de metal

În România, în anul 2007, deșeurile de ambalaje proveneau în proporție de aproximativ 60% de la populație, regăsindu-se în deșeurile menajere, și 40 % de la agenții economici.
În anul 2005, cantitatea de ambalaje pusă pe piață a fost de 1.140.000 tone din care au fost valorificate 305.000 tone de deșeuri de ambalaje, cu un procent total de valorificare de 26,6%, și reciclate 265.000 tone deșeuri de ambalaje, cu un procent de reciclare de 23%.
Cantitatea de ambalaje valorificată a crescut în anul 2006 la 525.000 de tone.
În anul 2009, legislația europeană obligă agenții economici să recupereze și să valorifice 45% din totalul ambalajelor puse pe piață, urmând ca procentul să crească până la 60% în 2013.
Compania Eco-Rom Ambalaje a fost înființată la sfârșitul lui 2003 de un grup de companii care activează în România.
Membrii fondatori sunt Argus, Ball Packaging Europe, Chipita Romania, Coca-Cola HBC Romania, Heineken, Mars Romania, Munplast, Pepsi Americas, Romaqua Group Borsec, Tetrapak, Unilever, Titan.
Eco-Rom este liderul pieței de preluare de la agenții economici a obligației de reciclare și valorificare a deșeurilor de ambalaje.
Modelul este inspirat din Uniunea Europeană, unde pe ambalajele produselor de bază este imprimată o bulină verde - simbolul firmei care se ocupă de reciclare.
În România, Eco-Rom are grijă ca firmele pe care le reprezintă să-și îndeplineasca obligațiile de colectare și reciclare.
Lunar, societatea primeste de la fiecare firmă suma de bani aferentă cantității de deșeuri pe care aceasta o lansează pe piață.
Încasările sunt investite mai departe în sistemul de colectare, transport și valorificare a deșeurilor de ambalaje.
În ceea ce privește reciclarea deșeurilor municipale, un raport al Agenției Europene de Mediu din anul 2015 relevă faptul că în România rata de reciclare a acestui tip de deșeuri este de doar 4,5 % (în anul 2012) față de Germania (care este în fruntea clasamentului) cu o rată de reciclare de peste 60%. Situația nu este foarte mulțumitoare pentru România în condițiile în care trebuie să atingă până în anul 2020 o rată reciclare de 50 % pentru deșeurile municipale. Mai multe obiective setate pentru România vizavi de reciclare pot fi studiate și în Hotărârea 870/2013 privind aprobarea strategiei naționale de gestionare a deșeurilor 2014-2020 .
În anul 2016, orașul Seini din Maramureș a devenit primul din țară care își produce energia electrică pentru iluminatul public în regie proprie, folosind dejecții animaliere.